# شهرستان لاشار
شهرستان لاشار یکی شهرستان‌های استان سیستان و بلوچستان ایران است. مرکز این شهرستان، شهر اسپکه است.
این شهرستان در تاریخ ۱۳ تیر ۱۴۰۰ از شهرستان نیک‌شهر جدا شد و مستقل گردید.

## موقعیت جغرافیایی
شهرستان لاشار از شمال با شهرستان بمپور، از شرق تا جنوب با شهرستان نیک‌شهر و از غرب با شهرستان فنوج همسایه است.
فاصله مرکز شهرستان لاشار (شهر اسپکه) با زاهدان، مرکز استان سیستان و بلوچستان ۴۰۰ کیلومتر است.

## آب و هوا
آب و هوای شهرستان لاشار در تابستان، گرم و خشک و در زمستان، سرد و خشک است؛ همچنین در این منطقه، در فصل تابستان، بادهای باران‌آور موسمی و در فصل زمستان، بادهای باران‌آور مدیترانه‌ای، موجب ریزش پراکنده باران می‌شود.

## تقسیمات کشوری
شهرستان لاشار شامل ۲ بخش، ۴ دهستان و ۱ شهر به شرح زیر است:

### شهرستان لاشار
| بخش   | مرکز بخش | جمعیت بخش ۱۳۹۵ | نام دهستان  | مرکز دهستان | جمعیت دهستان ۱۳۹۵ | شهر              | جمعیت شهر ۱۳۹۵   |
| ----- | -------- | -------------- | ----------- | ----------- | ----------------- | ---------------- | ---------------- |
| مرکزی | اسپکه    | ۱۹٬۱۰۱ نفر     | لاشار شمالی | اسپکه       | ۸٬۲۷۴ نفر         | اسپکه            | ۴٬۷۱۹ نفر        |
| مرکزی | اسپکه    | ۱۹٬۱۰۱ نفر     | زیربانداد   | زیربانداد   | ۶٬۱۰۸ نفر         | اسپکه            | ۴٬۷۱۹ نفر        |
| پیپ   | پیپ      | ۱۶٬۲۰۶ نفر     | لاشار جنوبی | کوپچ        | ۱۰٬۱۴۸ نفر        | **************** | **************** |
| پیپ   | پیپ      | ۱۶٬۲۰۶ نفر     | تنگ سرحه    | تنگ سرحه    | ۶٬۰۵۸ نفر         | **************** | **************** |

## جاذبه‌های گردشگری

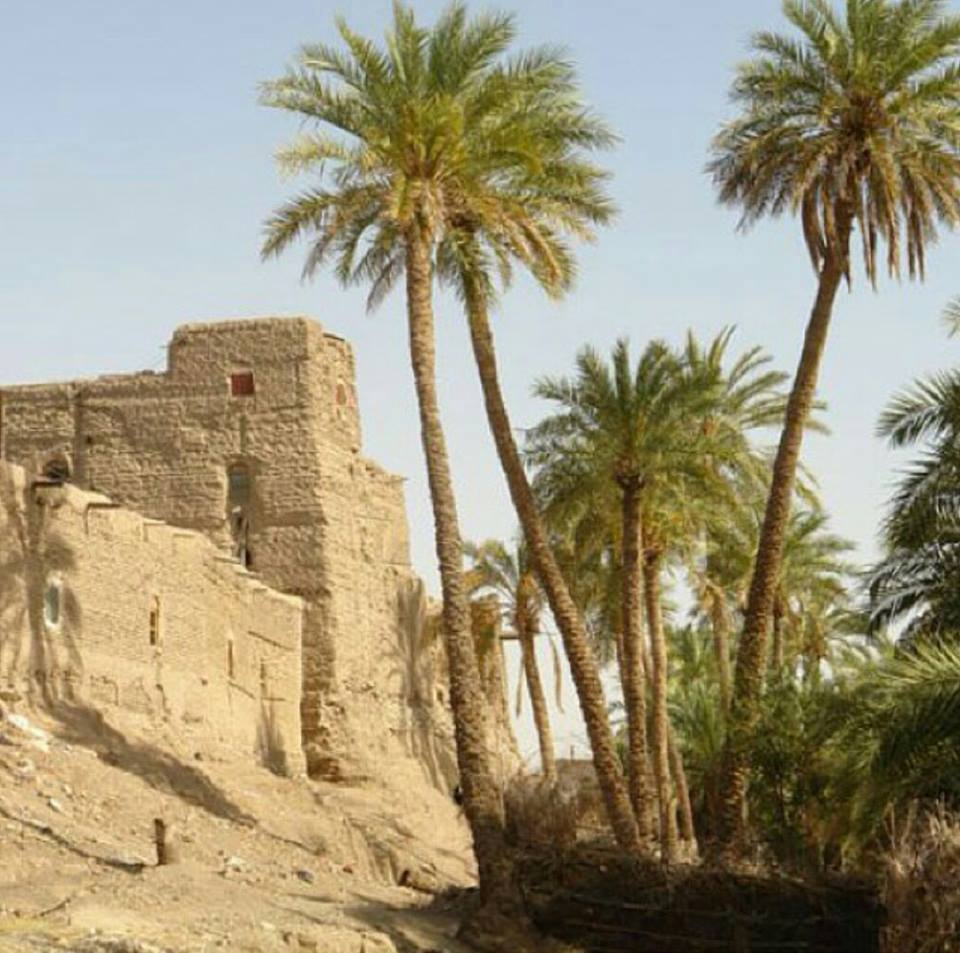
قلعه اسپکه

ساخت جاده ترانزیتی چابهار - ایرانشهر- زاهدان- میلک و عبور آن از حوزه شهرستان نیکشهر فرصت بسیار خوبی برای گردشگران فراهم کرده تا از مناظر طبیعی و روستاهای سرسبز بخش لاشار دیدن کنند.
آبشارها و چشمه‌های آبگرم شیرآباد (پی تاپ) با مناظر زیبا و دیدنی رودخانه و استخرهای عمیق طبیعی و همین‌طور آبشارهای زیبا آن واقع در فاصله ۱۵ کیلومتری محور ترانزیتی نیکشهر به ایرانشهر در محل دو راهی شرق روستای هریدوک، روستا کوپچ با طبیعت پر جلوه و سوزن دوزی منحصربه‌فردش و آبادی کشیگان با طبیعت و رودخانه زیبا در جنوب دهستان کوپچ قرار دارد جای زیبا برای تفریح و سرگرمی می‌باشد. همچنین در مسیر عبور به نیکشهر از جاده ترانزیتی در سمت راست با کوه بلند، جذاب و دیدنی آزباغ مواجه می‌شوید که بزرگ‌ترین کوه لاشار می‌باشد و دارای چشمه‌ها و آبادی‌های زیبا وسر سبز در دامنه کوه می‌باشد. آبشار گرموسی در منطقه لاشار جنوبی و در چهار کیلومتری جنوب غربی روستای کوپچ، در آبادی کشیگان قرار دارد. حدود سه قرن پیش شخصی به نام موسی چندین بوته نخل در نزدیکی این آبشار کاشت. به همین دلیل نیز آبشار با نام گرموسی شهرت پیدا یافته است و آبادی پشت آن، معروف به پشت گر شد. نخل‌های به‌جامانده در پشت آبشار گرموسی، قدمتی حدود ۳۰۰ سال دارند و زیبای دو چندانی به این آبشار زیبا و دل‌انگیز داده‌اند.
کوه منبع آب ورکات که به بام لاشار جنوبی نیز معروف است جایی بسیار بکر برای دیدن مناظر اطراف و روستاهای هم جوار است کوه منبع آب یا همان بام ورکات جلوه ویژه ای به این روستا بخشیده است به اضافه آن نخلستان بزرگ روستای ورکات (رئیوس) که هم جوار با جاده ترانزیت نیز هست جای بسیار مناسب برای گردشگران و مسافران نوروزی می‌باشد که در کنار این نخلستان به استراحت نشسته و از مناظر دیدن و استفاده می‌کنند
غار ملا سلیمان معروف به (هود سلیمان) یکی از غارهای تاریخی و جاذبه گردشگری در منطقه لاشار جنوبی نزدیک روستای کوپچ و از توابع این روستا است. این غار در یکی از دره‌های رود کوچهک از شعبه‌های رودخانه کوپچ در کوه‌های گراوانی به فاصله ۵ کیلومتری جنوب روستای کوپچ واقع شده است.
روستای تنگ سرحه و بخش پیپ با طبیعت بکر و چشم‌اندازهای طبیعی و انواع پوشش گیاهی، وجود گیاهان دارویی، انواع پرندگان وحشی، نخلستانها، چشمه‌های آب در دامنه کوه، رودخانه تنگ سرحه با داشتن صخره‌ها و استخرهای طبیعی و سرسبزی طبیعت آن، گوشه‌ای از جذابیت‌های شهرستان لاشار است.
روستای زیبای ورکات با کوه‌های اطراف خود کوه اِستیل یا همان کوه منبع که بام این روستا می‌باشد جلوه خاصی به این روستا بخشیده است کوه‌های سیاهان نخلستان ریئوس پیران جنگل‌های ورکات امکان دیدنی هستند که بسیاری از مردم روستاهای اطراف و گردشگران بین راهی از این مکان‌ها دیدن می‌کنند
آبشار گواتامیچ در شرق بخش پیپ به فاصله دو کیلومتری جاده ترانزیت نیکشهر به ایرانشهر و روستای گردشگری بغدان با طبیعت زیبا و دل‌انگیز و وجود رودخانه پرآب و مناظر دیدنی، باغات میوه‌های گرمسیری و سردسیری در حاشیه رودخانه، آبشار اوگینک نام محلی (گر پشت) با ۸۰ متر ارتفاع در فاصله سه کیلومتری غرب روستای اوگینک و محور ترانزیتی که بزرگ‌ترین آبشار استان محسوب می‌شود با چشم‌اندازهای طبیعی از مناطق بسیار دیدنی برای دوستداران ورزش کوهنوردی و طبیعت گردان است.
آبشار گلیگ به فاصله یک و نیم کیلومتری محور ترانزیتی و غرب روستای جاکس با آبشارهای پلکانی و حوضچه‌های طبیعی و صخره‌های رنگارنگ و انواع پوشش گیاهی، روستای تفریحی «کَس مزور» در بخش چانف به فاصله پنج کیلومتری از مرکز دهستان با داشتن باغات مرکبات و رودخانه که تلفیقی از زیبایی طبیعت را به نمایش گذاشته است، هر بیننده‌ای را به خود جذب می‌کند.
از دیگر جاذبه‌های گردشگری بخش لاشار قلعه‌های تاریخی متعلق به دورانهای مختلف از جمله قلعه اسپکه در بخش اسپکه، قلعه هریدوک در روستای هریدوک و قلعه سرمیچ در روستای سرمیچ است.
روستاهای سرسبز با انواع پوشش گیاهی و وجود داروهای گیاهی در سراسر حوزه بخش لاشار و دو طرف محور ترانزیتی چابهار-نیکشهر-ایرانشهر جلوه‌ای خاص به این منطقه بخشیده است به‌طوری‌که اکثر کسانی که از این محور تردد می‌کنند ساعت‌ها به گشت و گذار در مناظر دیدنی و زمین‌های سرسبز و جمع‌آوری بومی می‌پردازند وهمچنین از رودخانه تنگه سرحه می‌توان یکی از زیبایی‌های این مسیر زیبا باشد کسی ک از این مسیر عبور می‌کند از دشت کوه وریگ زارها می‌گذرد ک این نشانه زیبایی‌ها و جلوه‌های بخش زیبا و بزرگ لاشارست امیدست ک لاشار مقصد شما هم باشد منتظرتان هستیم.
روستای گردشگری بن‌رود در جنوب غربی لاشار
این روستا دارای جاذبه‌های طبیعی و گردشگری زیادی و فاقد امکانات رفاهی و دولتی می‌باشد. از جاذبه‌های طبیعی و گردشگری آن می‌توان از رودخانه‌های رخشان، مدهان و پیران خونی که پرآب و سرسبز هستند، کوه‌های بلند و نخلستانها و قنات‌های این روستا نام برد. ولی متأسفانه به دلیل دور بودن آن از جاده‌های اصلی، نبود جاده آسفالته و عدم تبلیغات در شبکه‌های اجتماعی کسی از همچین جای سرسبزی و روستای خوش آب و هوا خبر ندارد.

## فاصلهٔ مرکز شهرستان (اسپکه) با شهرهای مجاور
| نام شهر  | فاصله (کیلومتر) |
| -------- | --------------- |
| ایرانشهر | ۸۰              |
| نیکشهر   | ۹۹٫۵            |
| چابهار   | ۲۴۰             |
| زاهدان   | ۴۲۴             |
| سراوان   | ۳۰۶             |
| زابل     | ۶۳۴             |

## مردم‌شناسی
مردم شهرستان لاشار، مردمانی بسیار قدیمی، خونگرم و با اصل و نسب می‌باشند؛ بیشتر مردم این شهرستان، بلوچ می‌باشند که بیشترشان از نوادگان میر گوهرام خان لاشاری هستند.
اقوام منطقه لاشار عبارت‌اند از: بیلری، رئیسی، میرلاشاری، گردهانی، جاوشیری، مبارکی، نوایی، بلوچی، زین‌الدینی، دانش، آزباغی، سهوئی، امیری، سردارزهی، شاهوزهی، حسن زهی، سرحه ای، رستمی، ورکاتی، درزاده، اربابی‌، طوقی، نارویی، محمدی، ملازهی، پروین، نوایی، پرورش، باشنده و ....

## جمعیت
بر پایه سرشماری عمومی نفوس و مسکن در سال ۱۳۹۵، جمعیت شهرستان لاشار برابر با ۳۵٬۳۰۷ نفر بوده است.

## صنایع دستی
از عمده‌ترین صنایع دستی منطقه لاشار می‌توان به قالی بافی، گلیم بافی، حصیربافی، پرده بافی، چادر بافی، خراطی، سوزن دوزی، سکمه دوزی و آینه دوزی، پریوار دوزی، توردوزی، خامه دوزی و سیاه دوزی اشاره کرد. به‌خصوص محصولات داز وحشی تنگه سرحه در سطح استان و کشور و حتی جهانی اسم و رسم خاصی دارد.

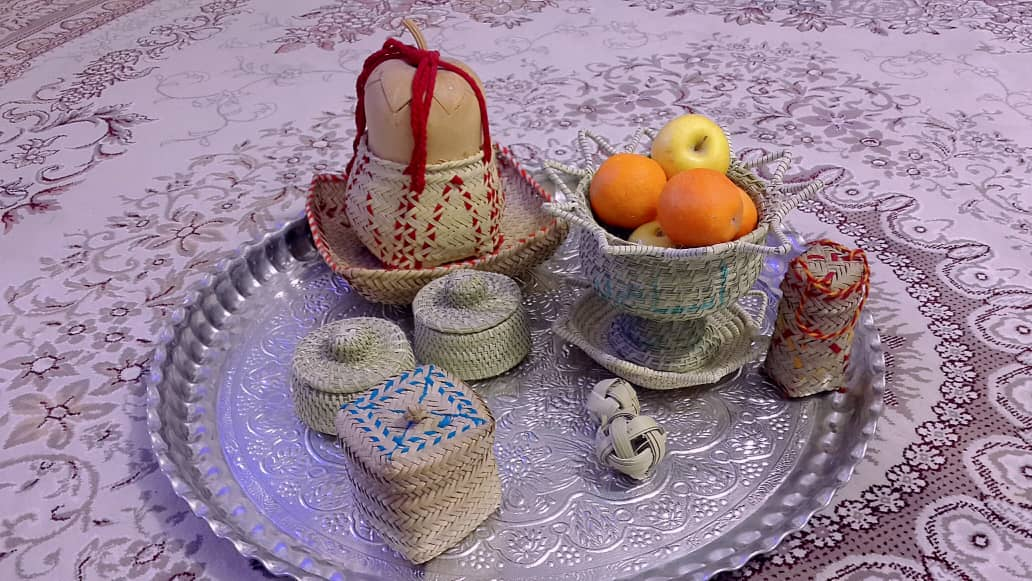
نگاره محصولات داز تنگه سرحه
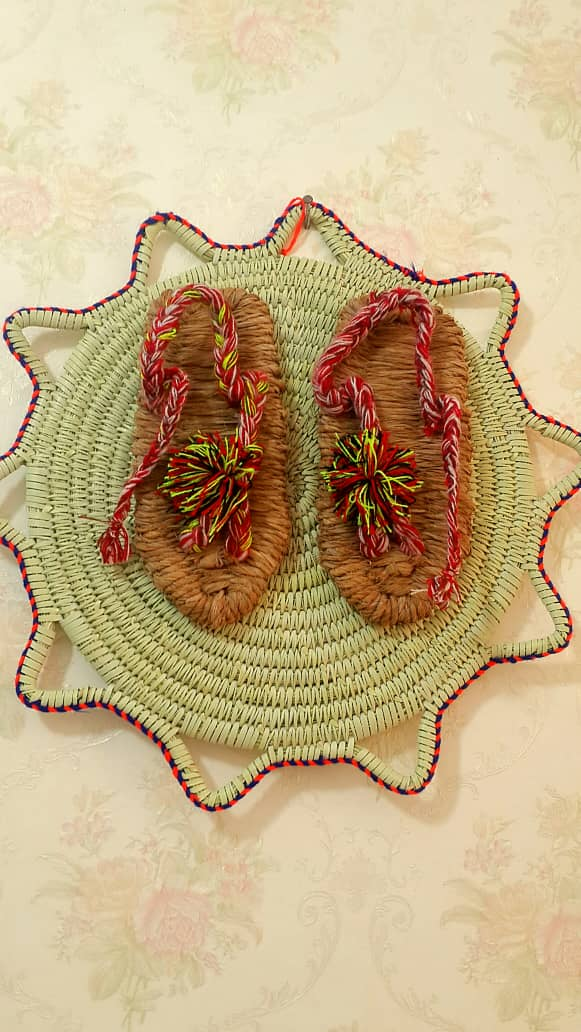
نگاره پاپوش سواس
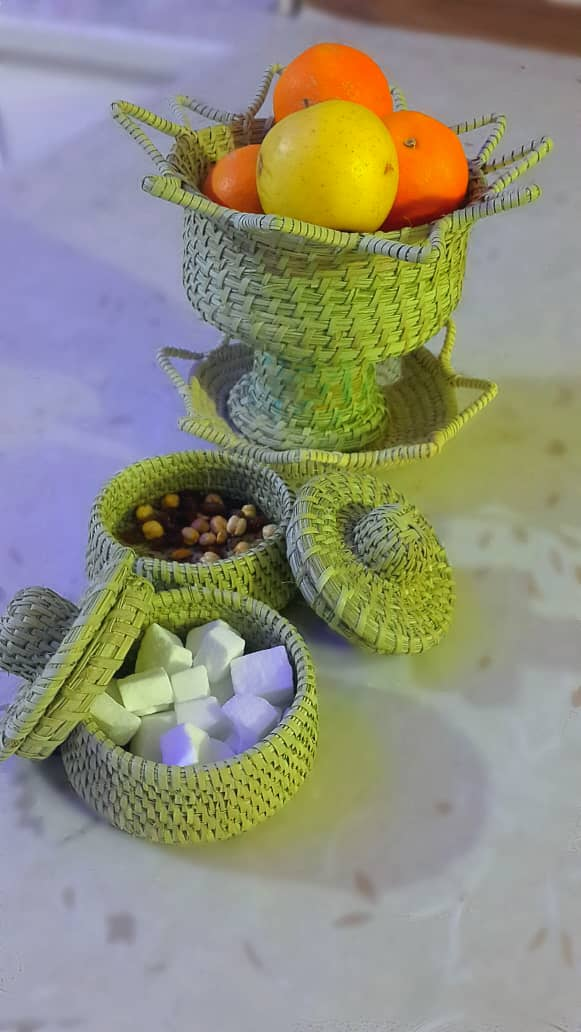
نگاره سبد میوه و قندان
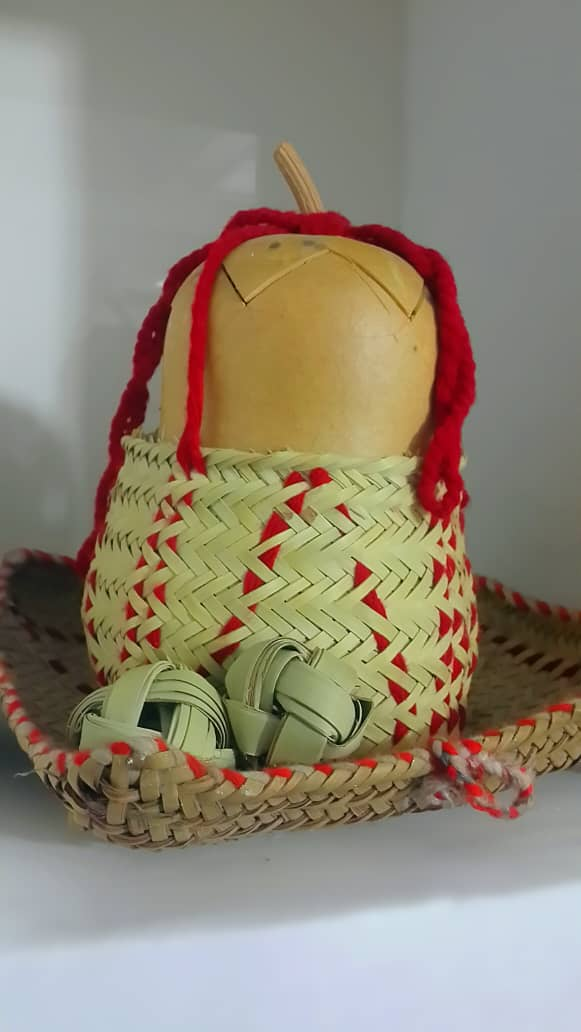
نگاره کوسیچ یا روغن دان
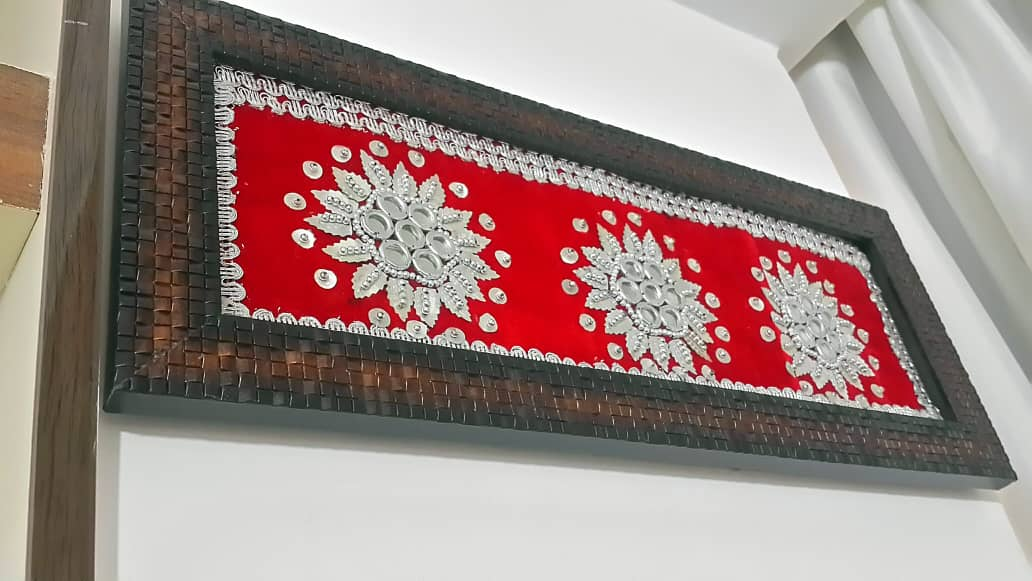
پولک دوزی
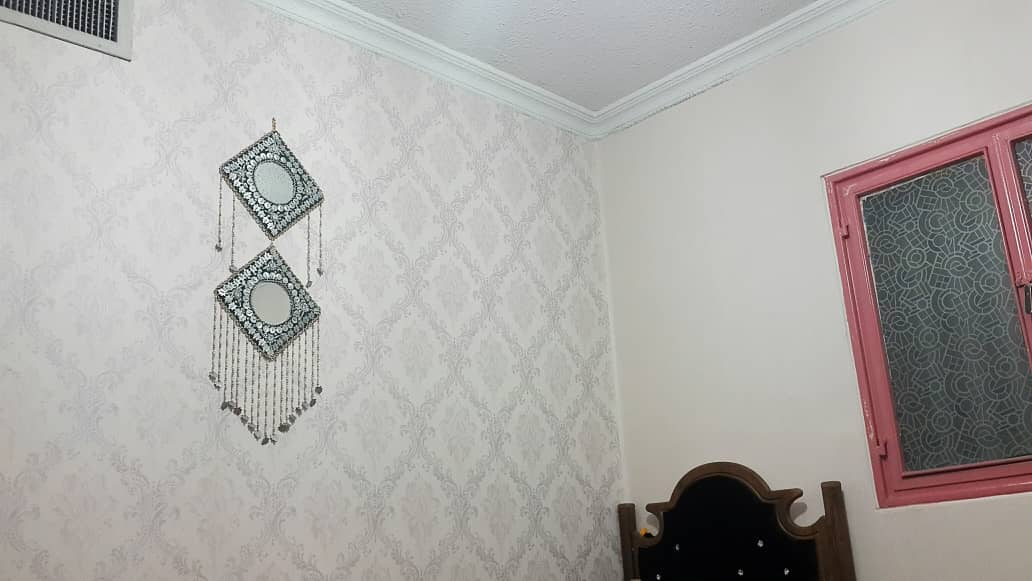
پولک دوزی۲
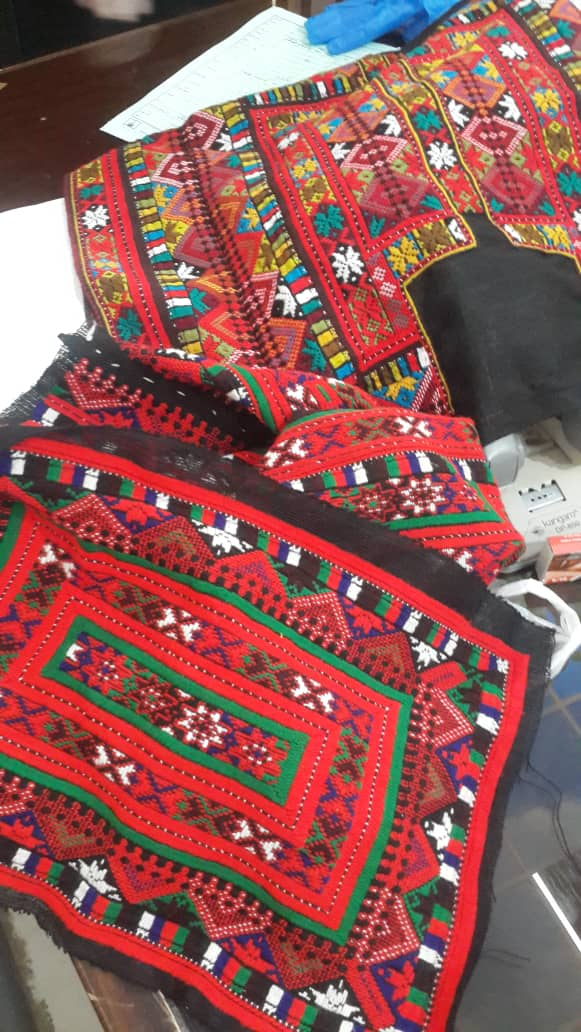
سوزندوزی

## غذای محلی شهرستان لاشار
- بت تباهگ
- تنورچه
- بت ماهیگ سورین
- کوتوک{ماهی خشک با فلفل آپ}
- بت ماش
- بت بانکلینک
- واداپ گوشت
- فلفل آپ
- شوشگ
- چانگال
- خرما بریز
- خرما کنجدی
- کپوک یا کتوک
- ترشی لیمو
- ترشی انبی

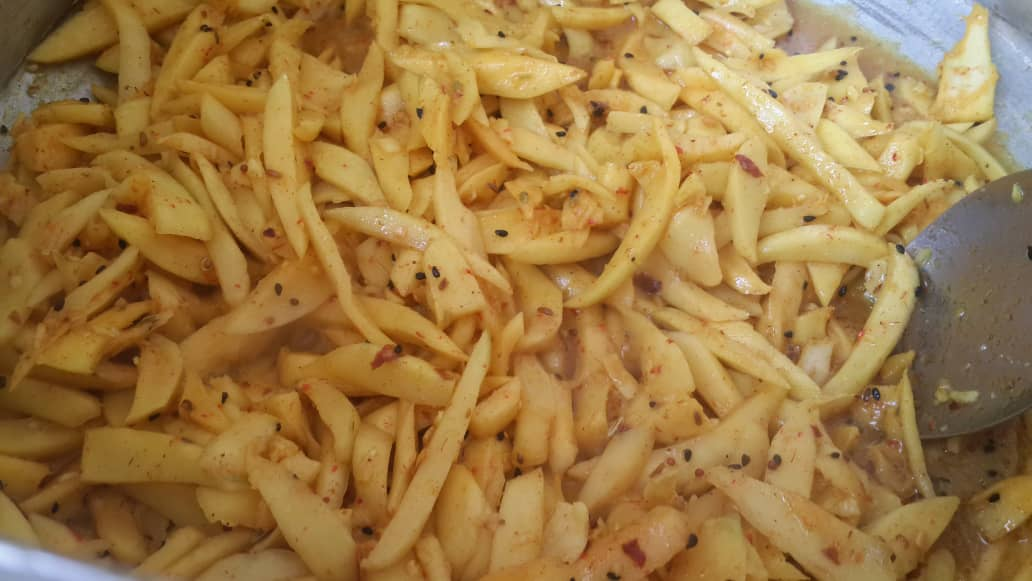
نگاره ترشی انبه لاشاری
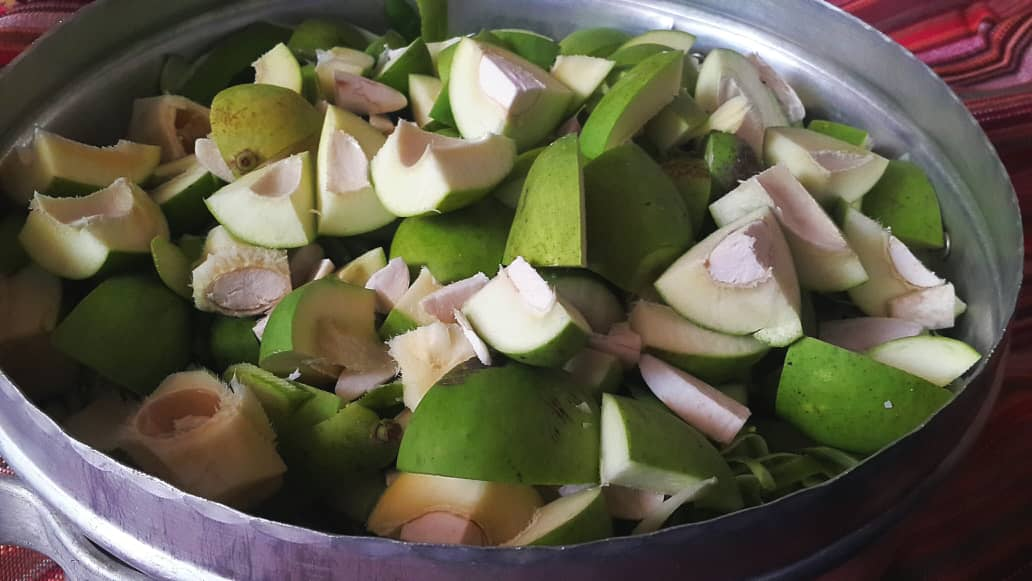
نگاره انبه کال ترشی
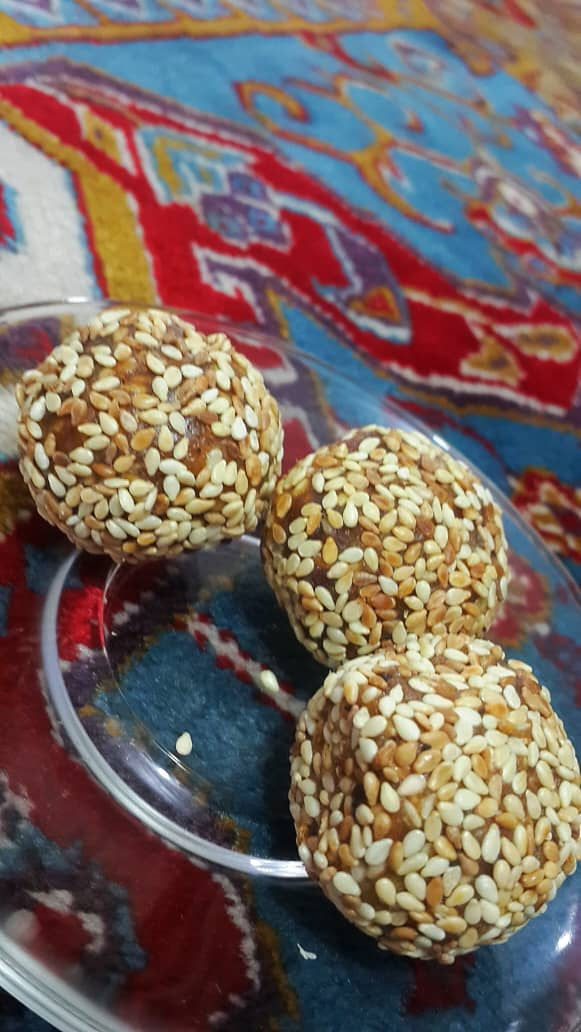
نگاره خرما کنجدی
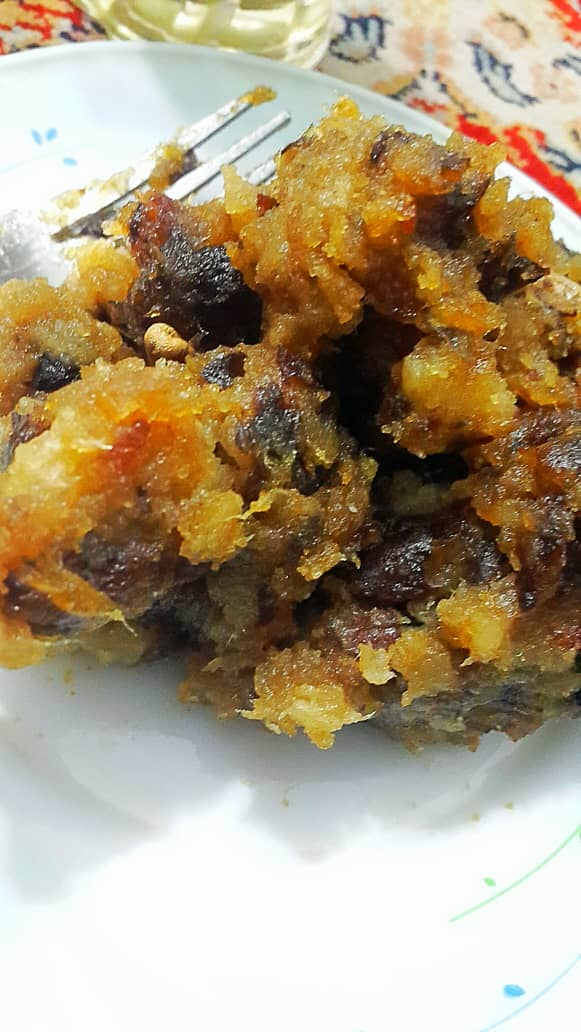
نگاره چنگال
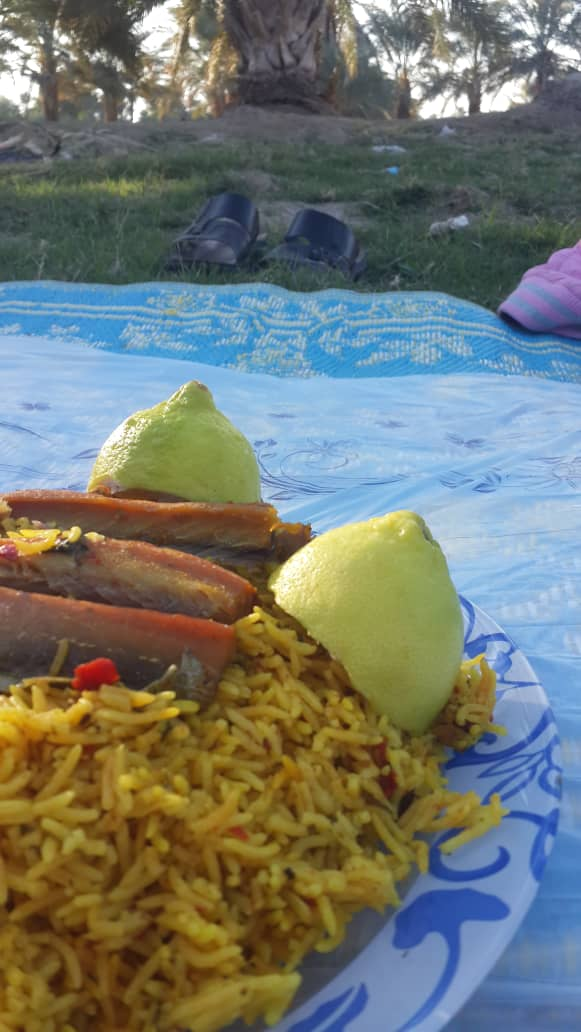
نگاره بت ماهیگ سورین
نگاره خرما بریزنگاره خرما بریز
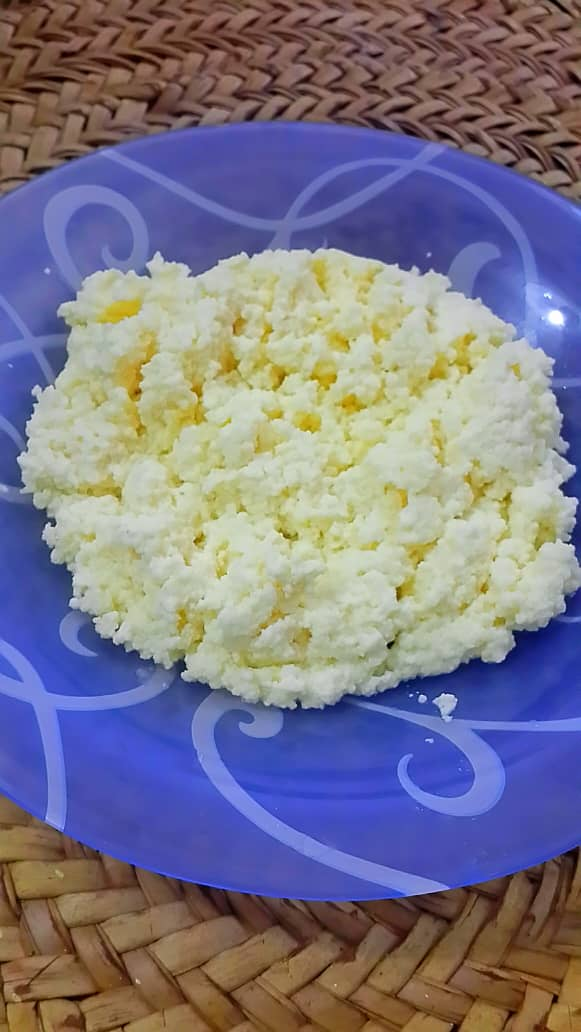
نگاره شوشگ
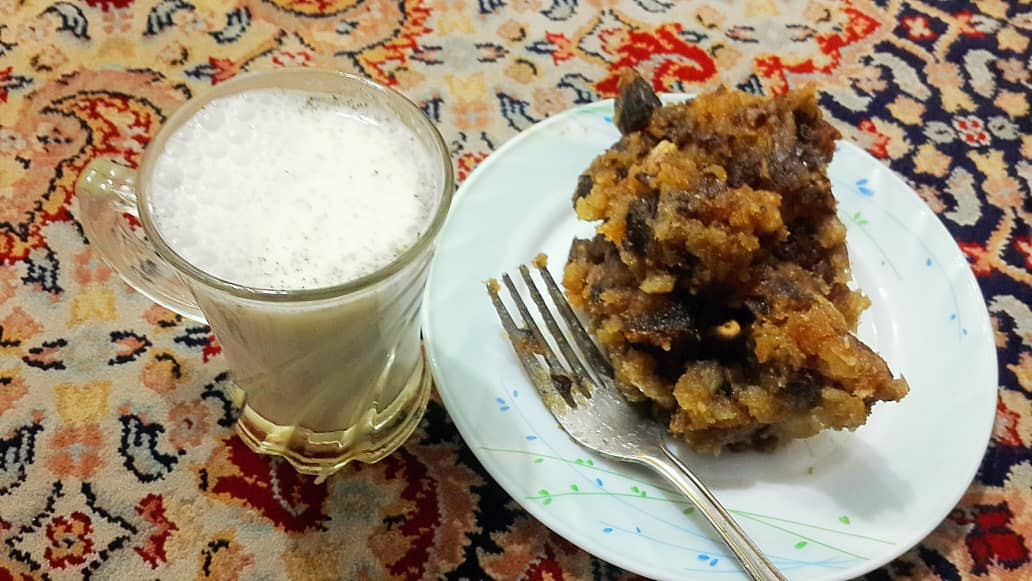
نگاره چنگال و دوغ
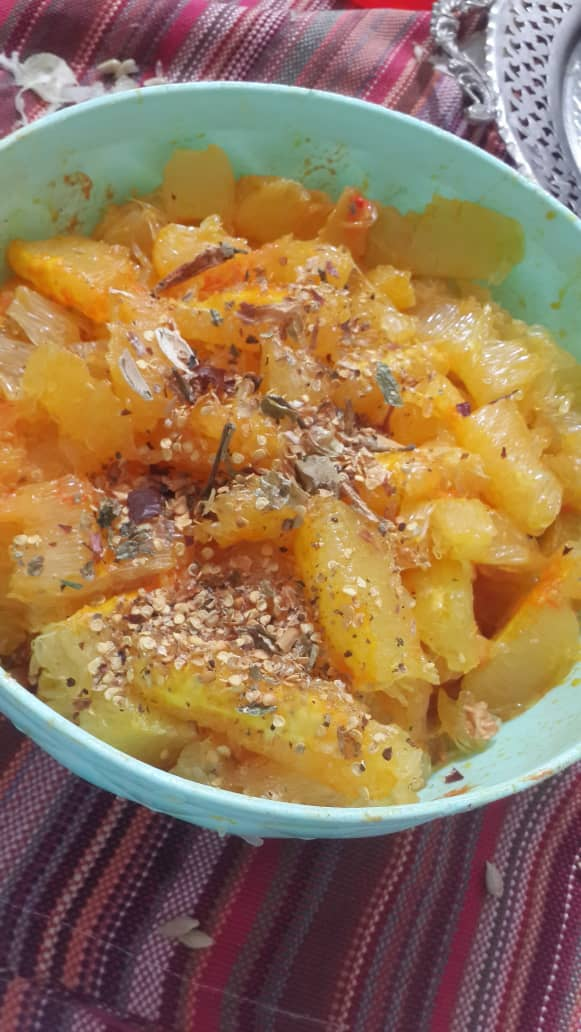
نگاره ترشی لیمو لاشاری
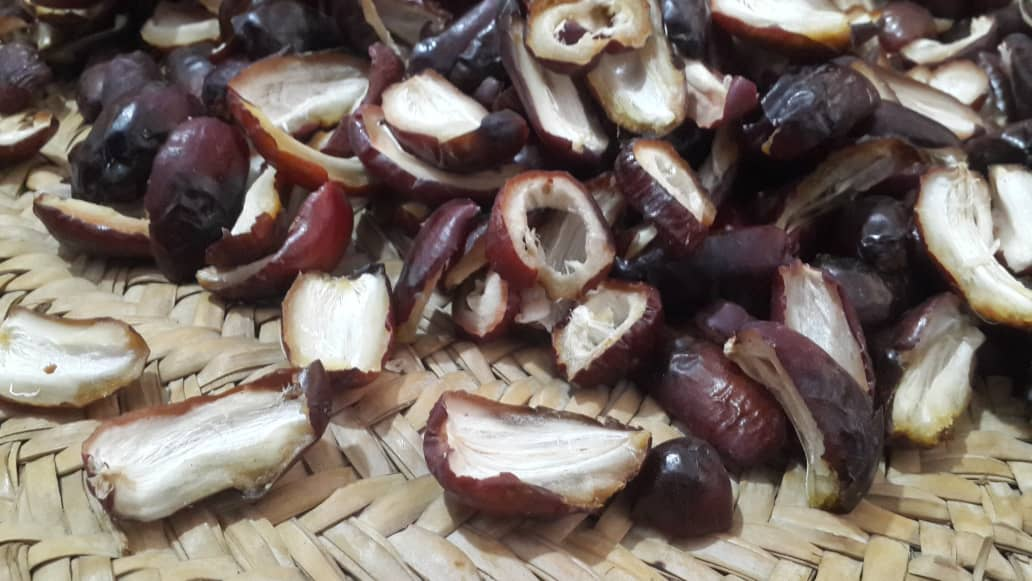
نگاره کپوک
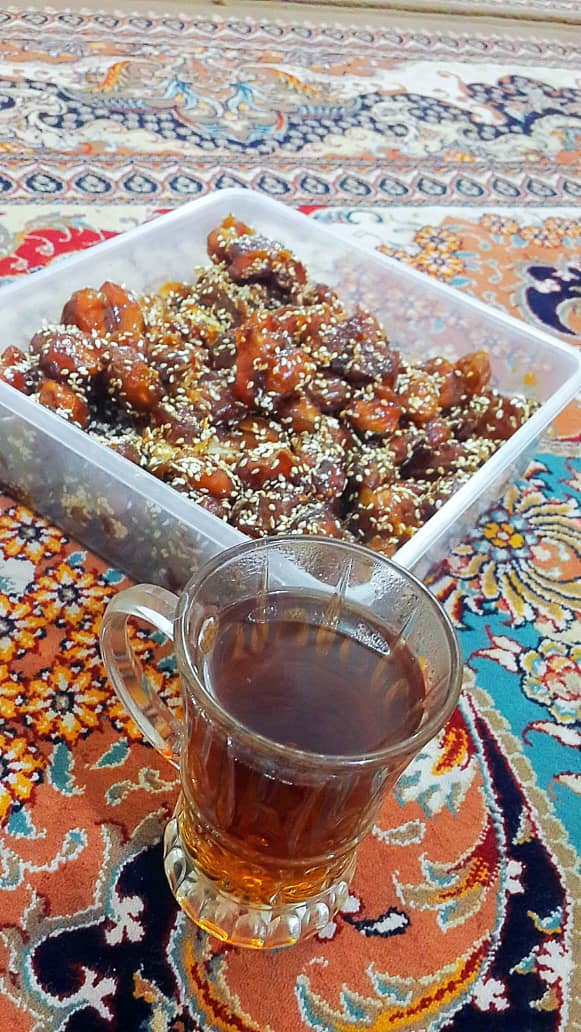
نگاره خرما کلگی کنجدی
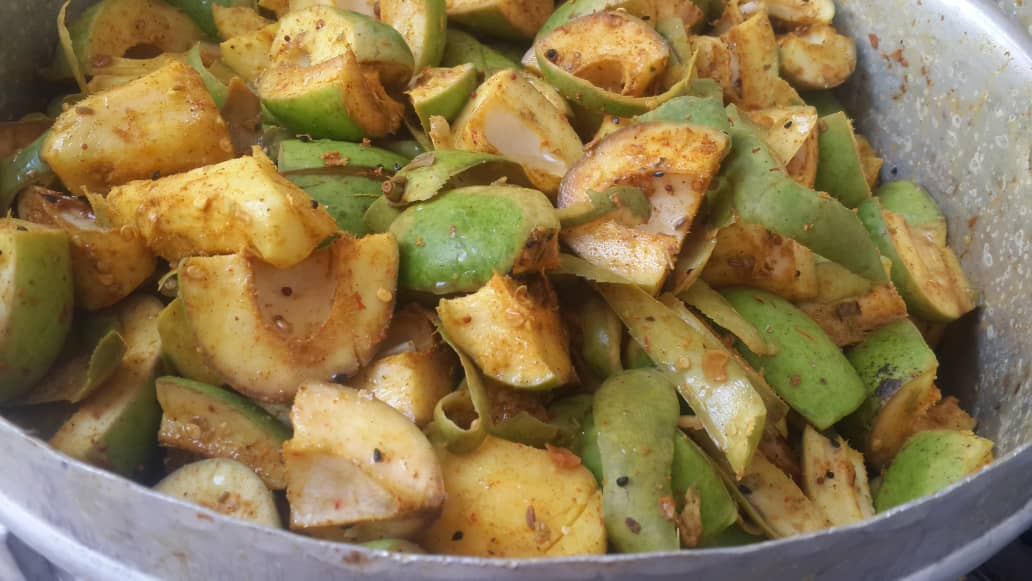
نگاره ترشی انبه
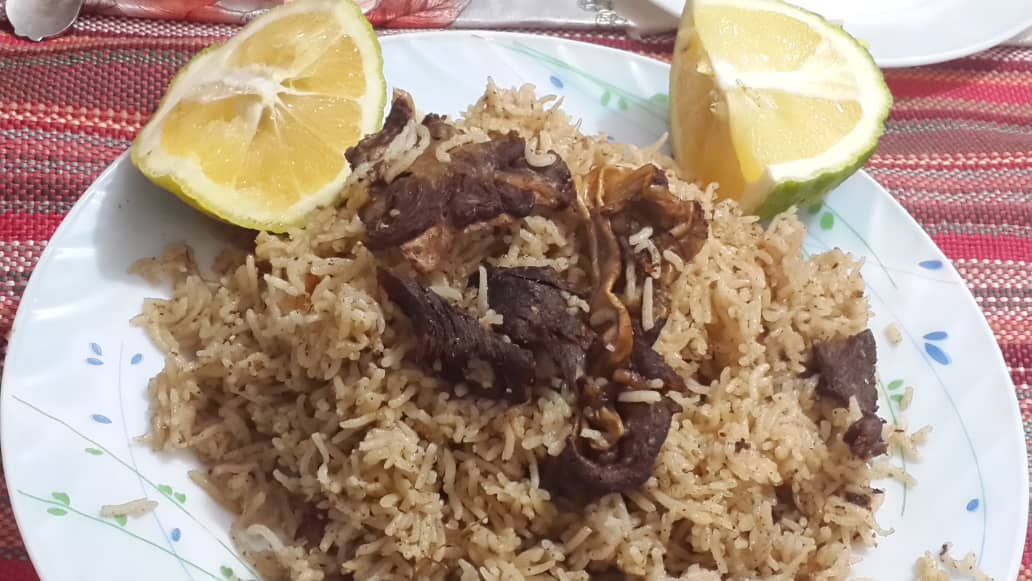
نگاره بت تباهگ

## اماکن تاریخی
- قلعه اسپکه
- قلعه هریدوک معروف به کلا گلوک
- قلعه گردهان

## نگارخانه

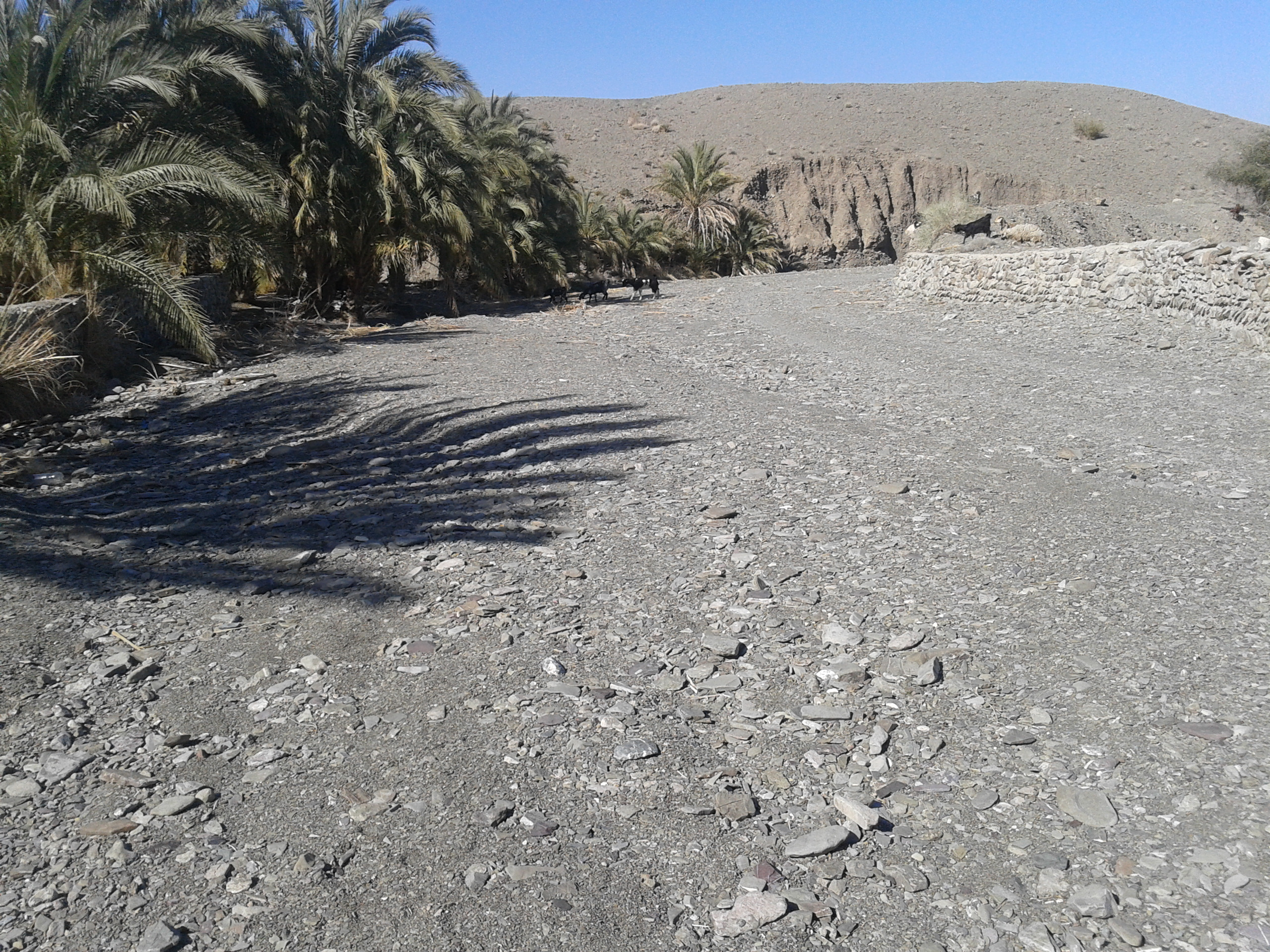
سراسرنمای رودخانه کشیگان - لاشار جنوبی
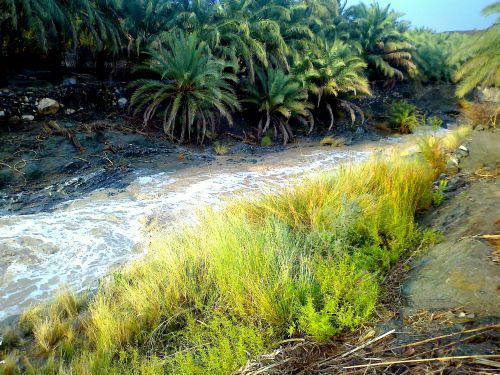
نمایی از اوگینک
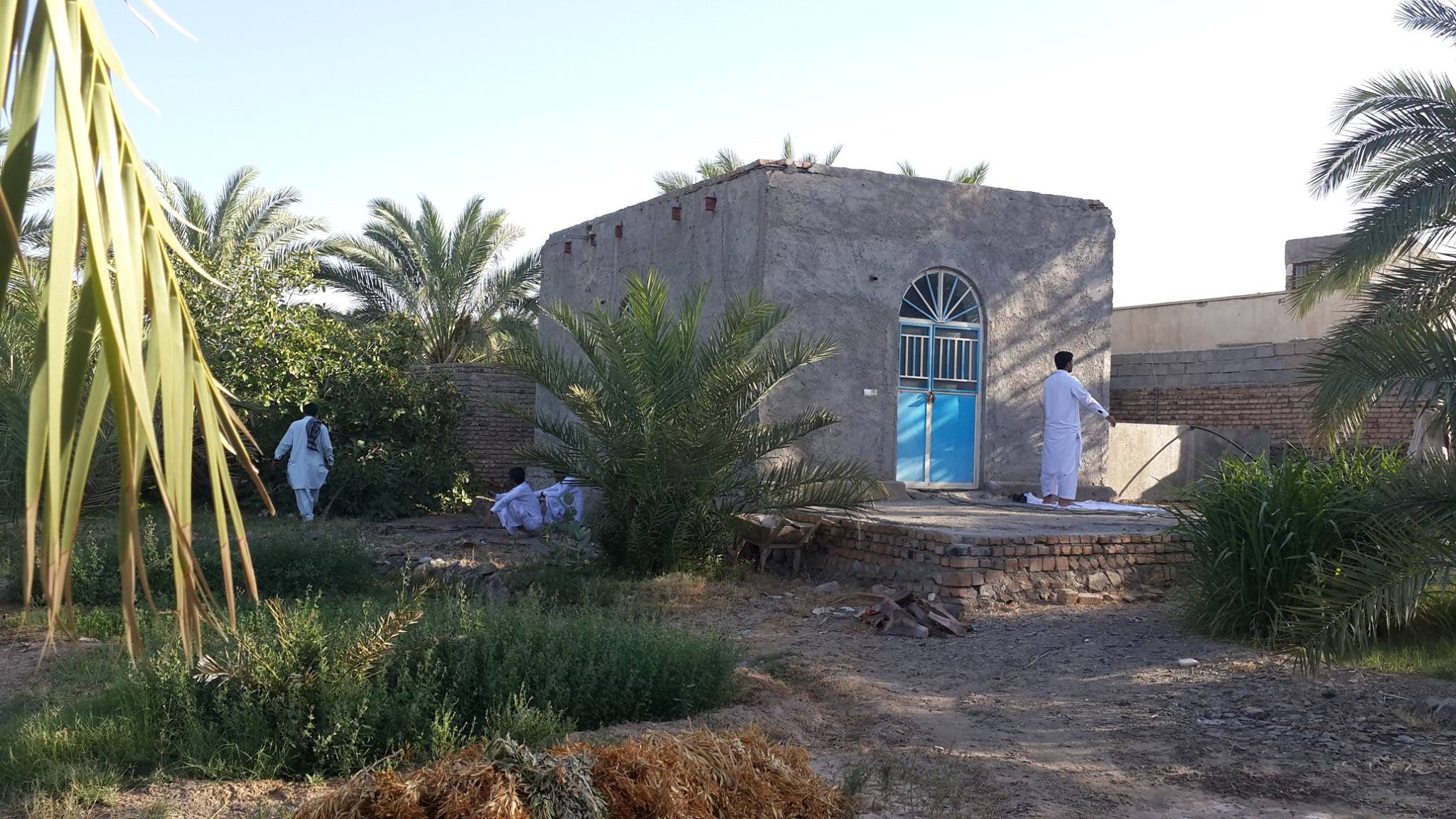
دهستان کوپچ - لاشار جنوبی
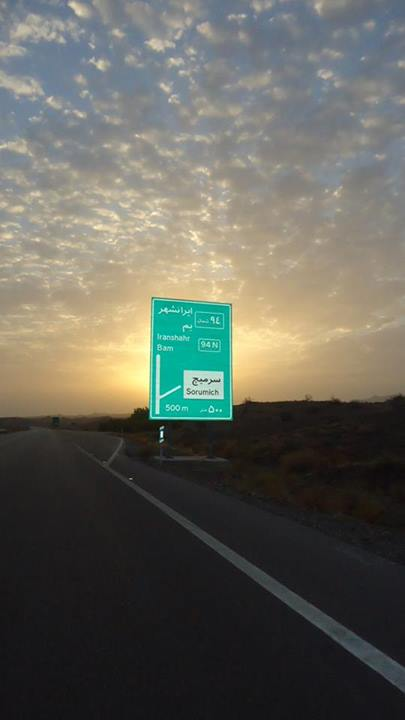
نمایی از دو راهی سرمیچ
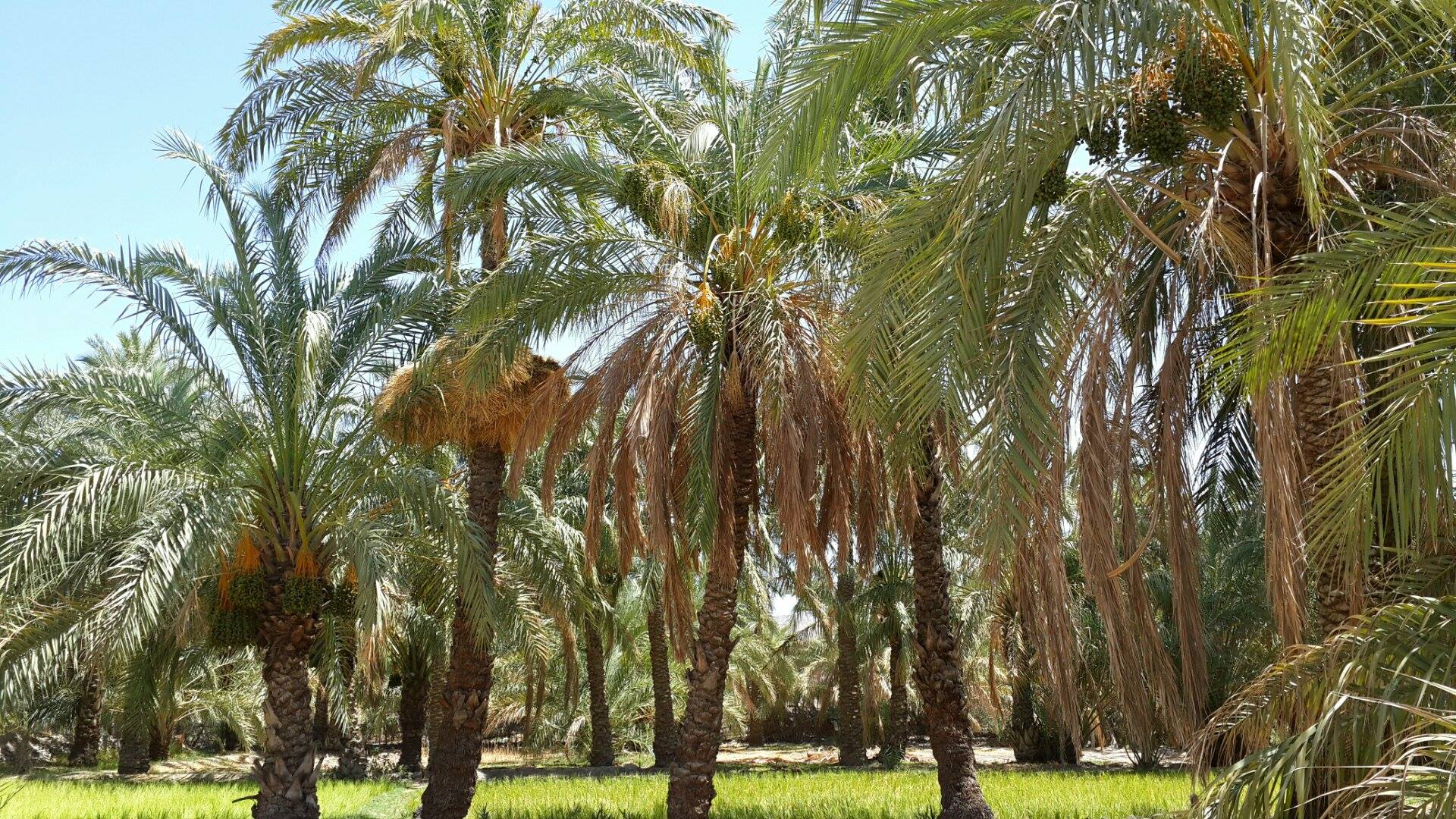
نخلستان کوپچ - لاشار جنوبی
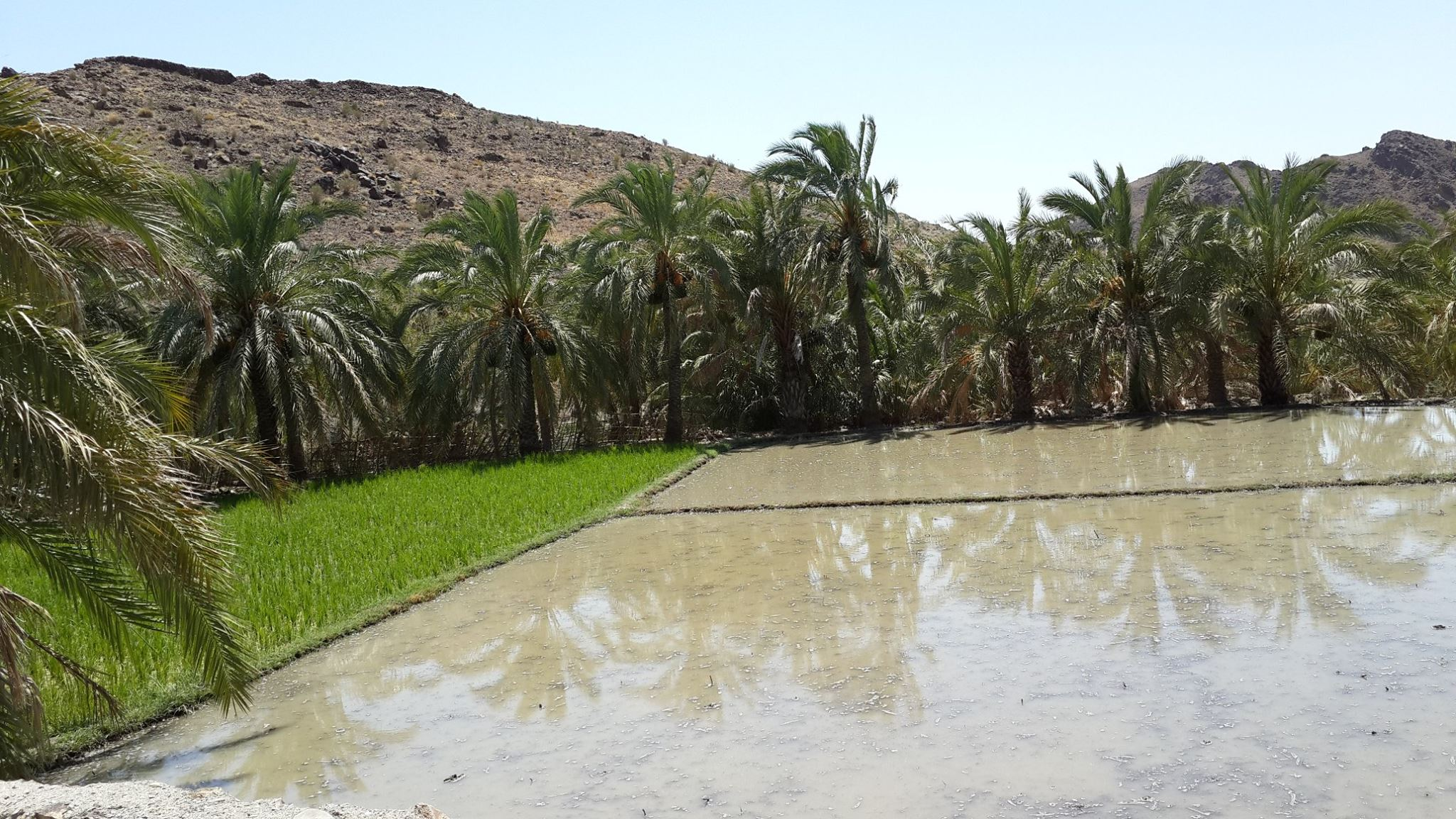
شالیزار دهستان کوپچ - لاشار جنوبی
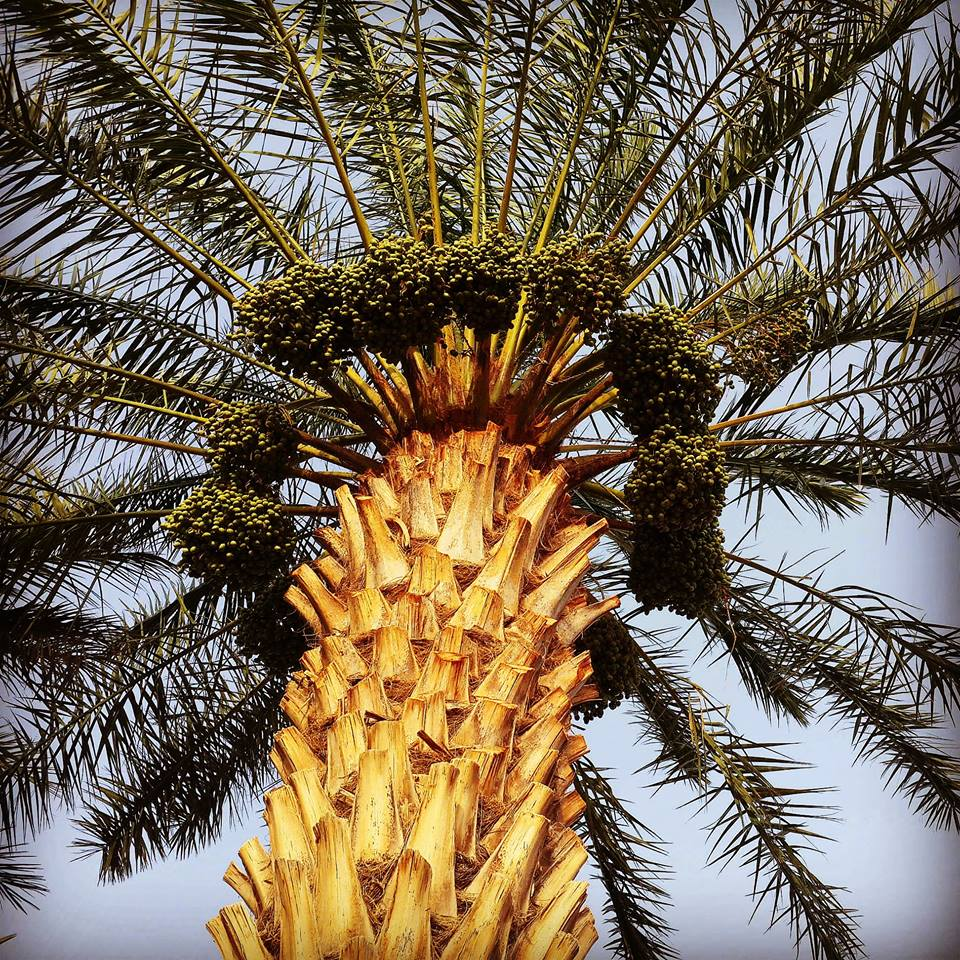
نخل خرما لاشار
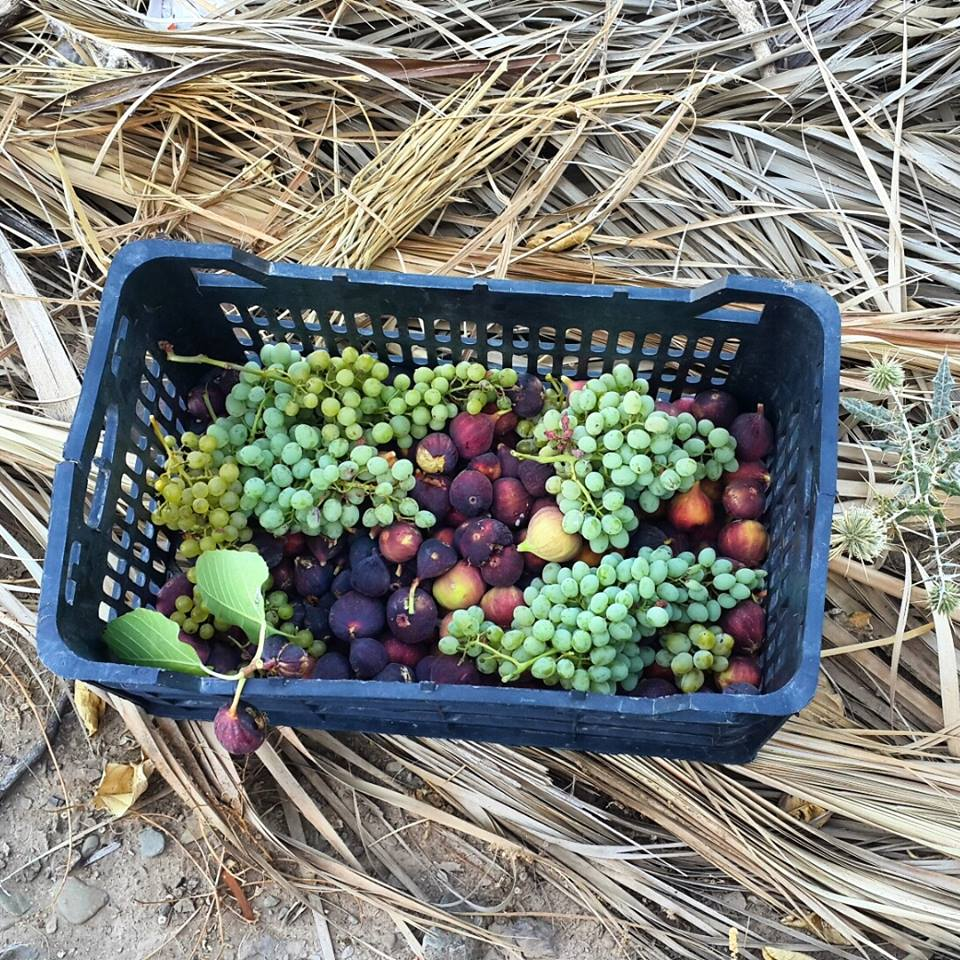
میوه محلی لاشار
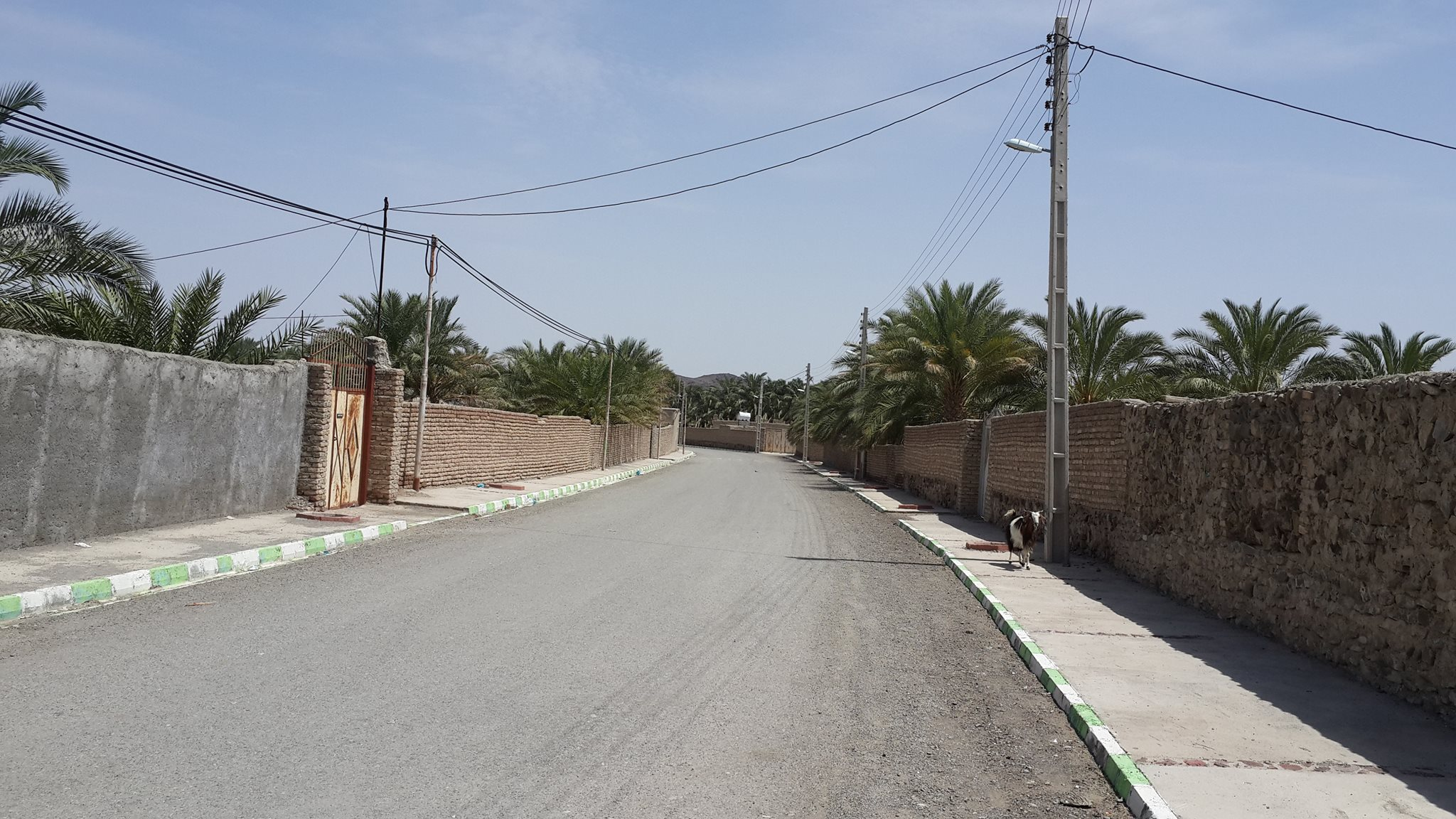
نمایی از بهسازی دهستان کوپچ
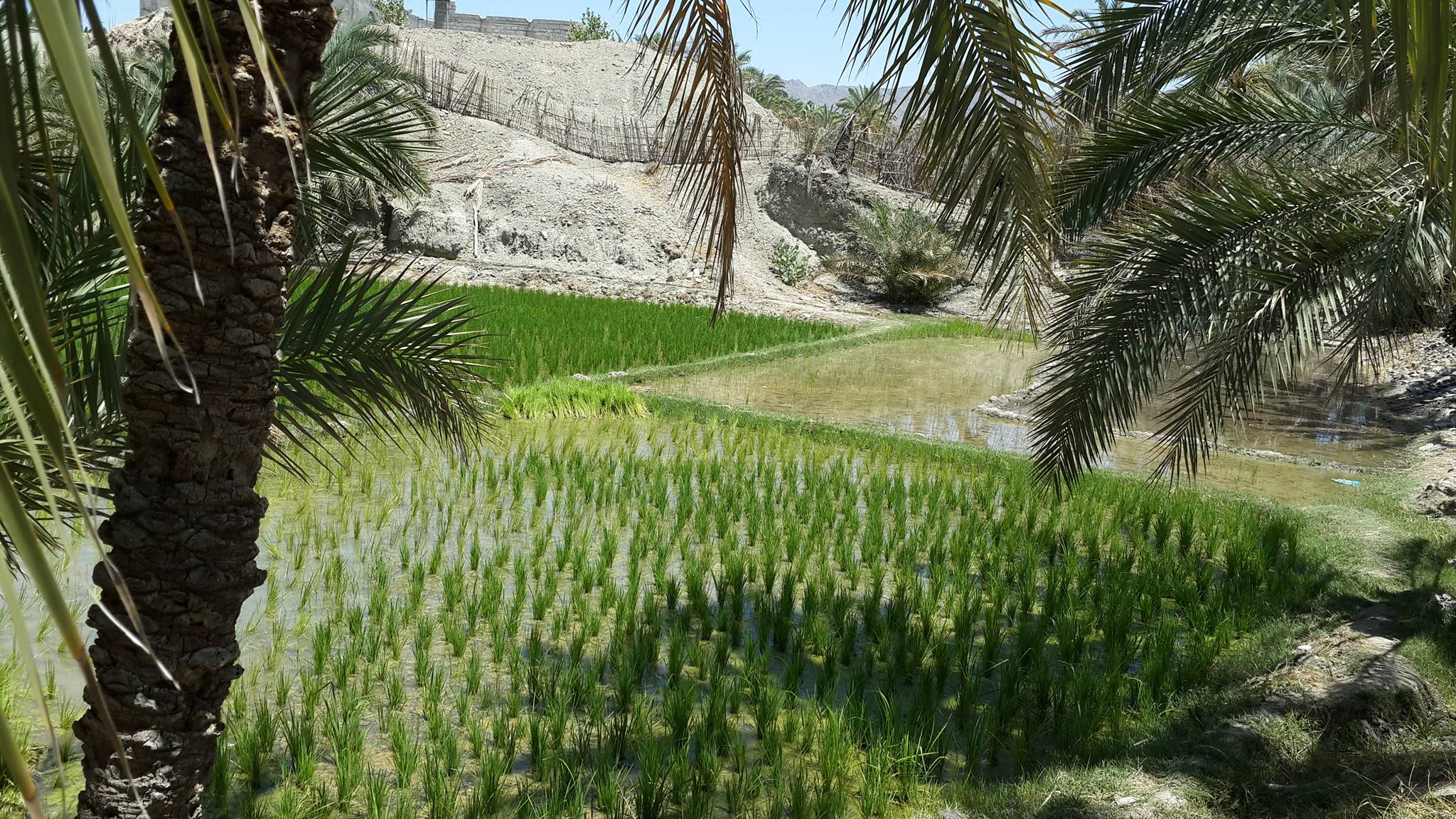
باغات و مزارع لاشار جنوبی
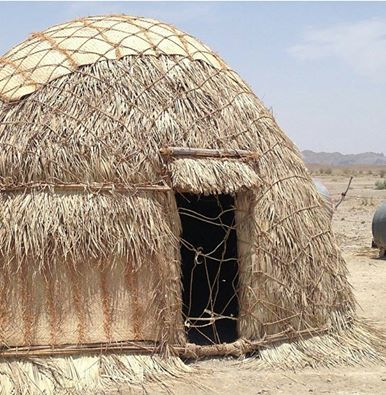
خانه کپری لاشار (کمبی لوگ)
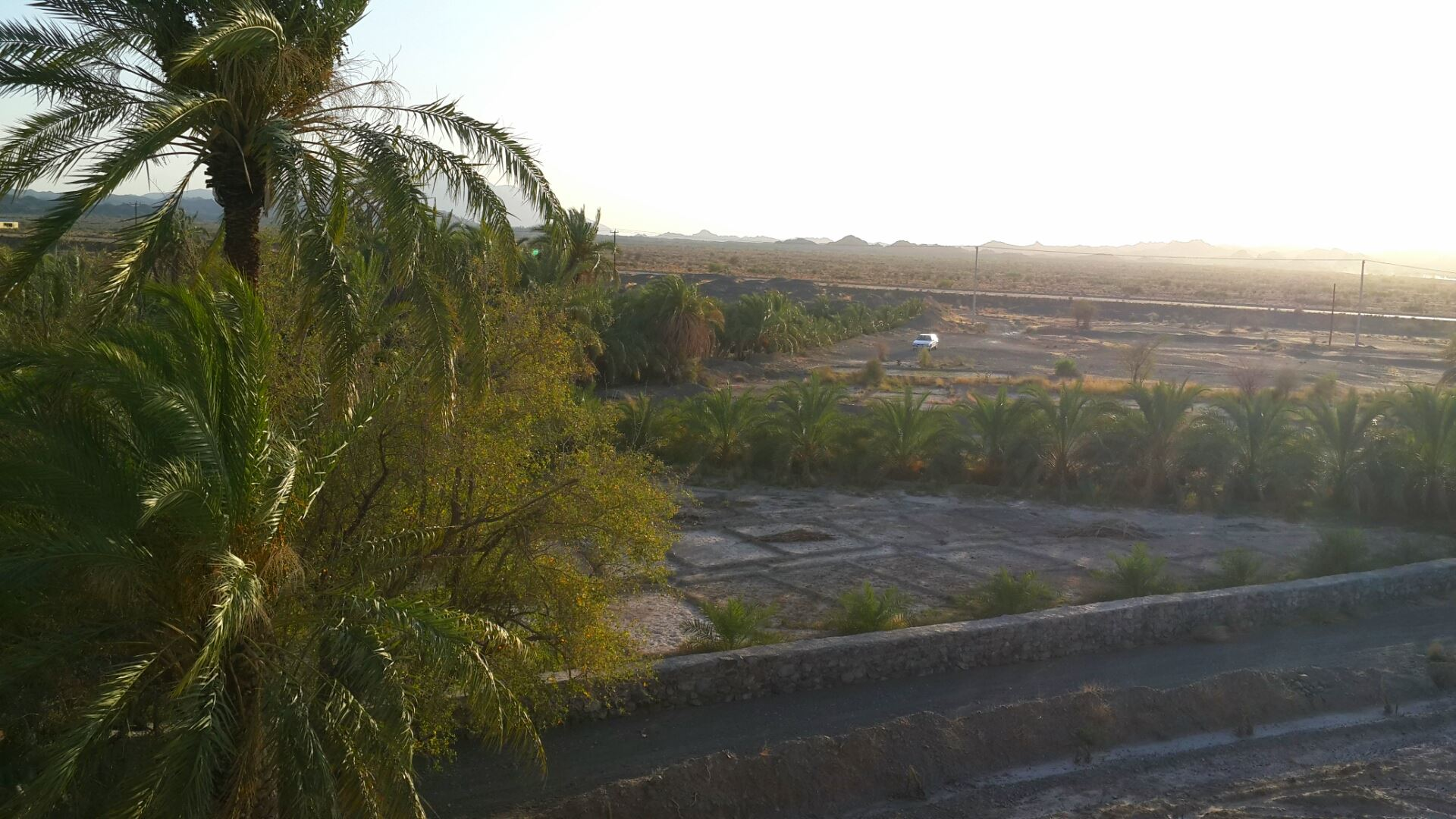
روستای پیروکچکان
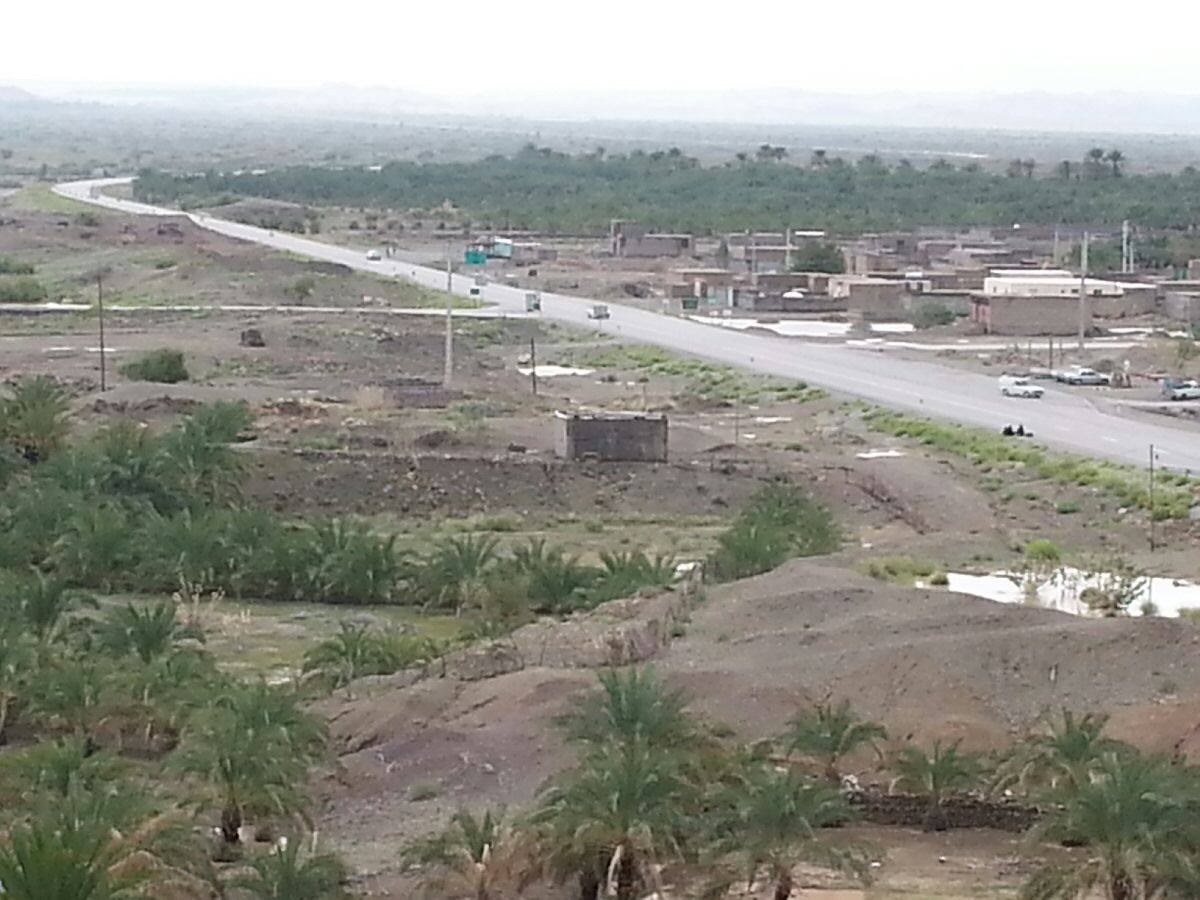
روستای هریدوک
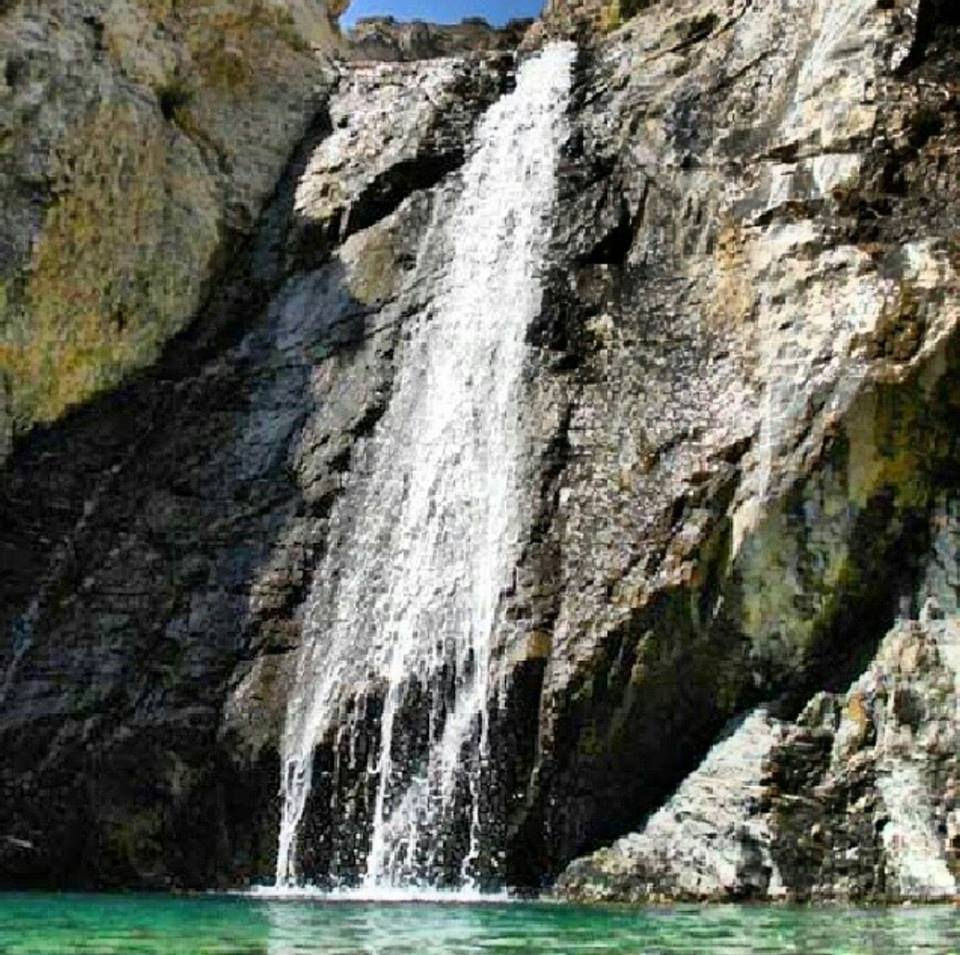
آبشار گلیگ
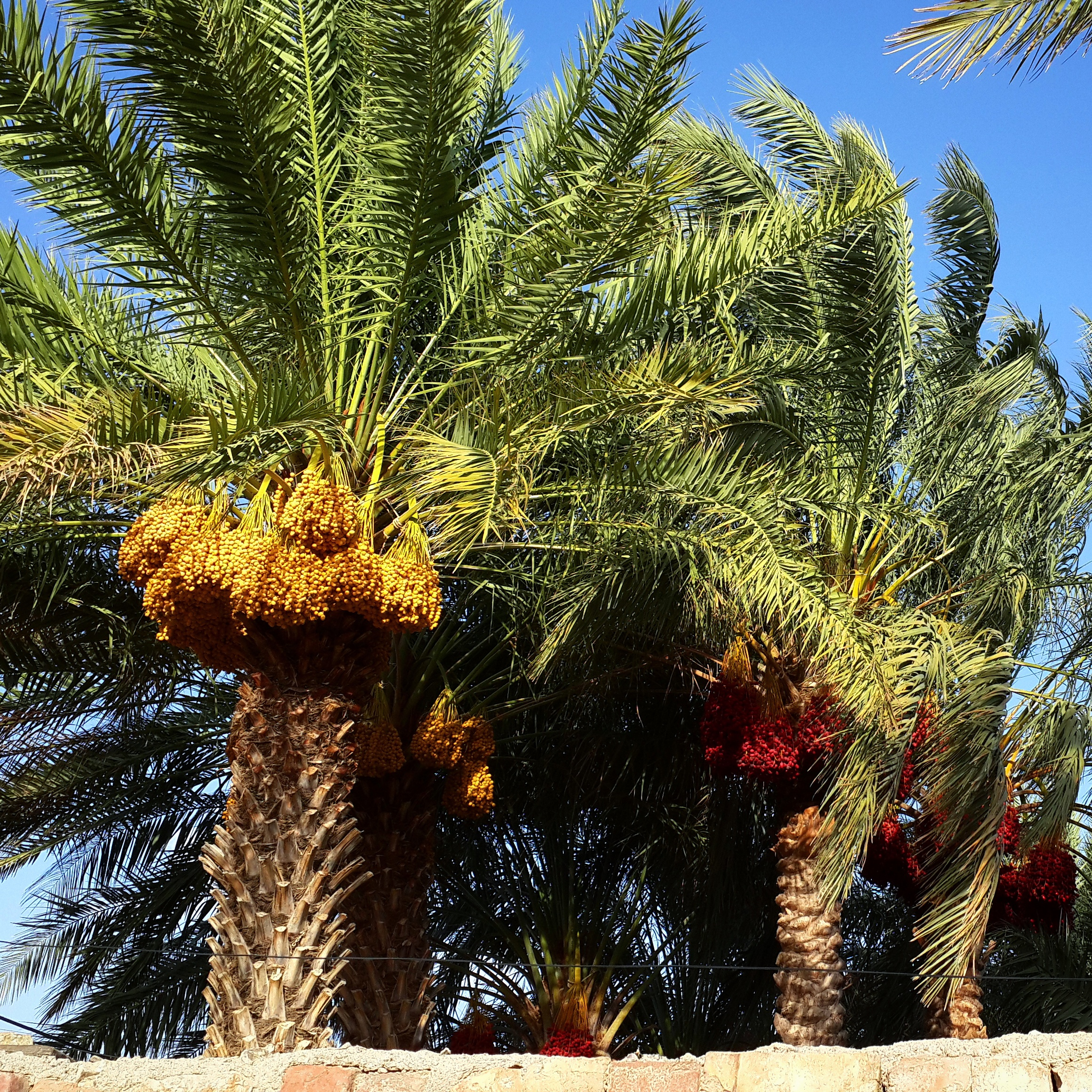
نخلستان هامین
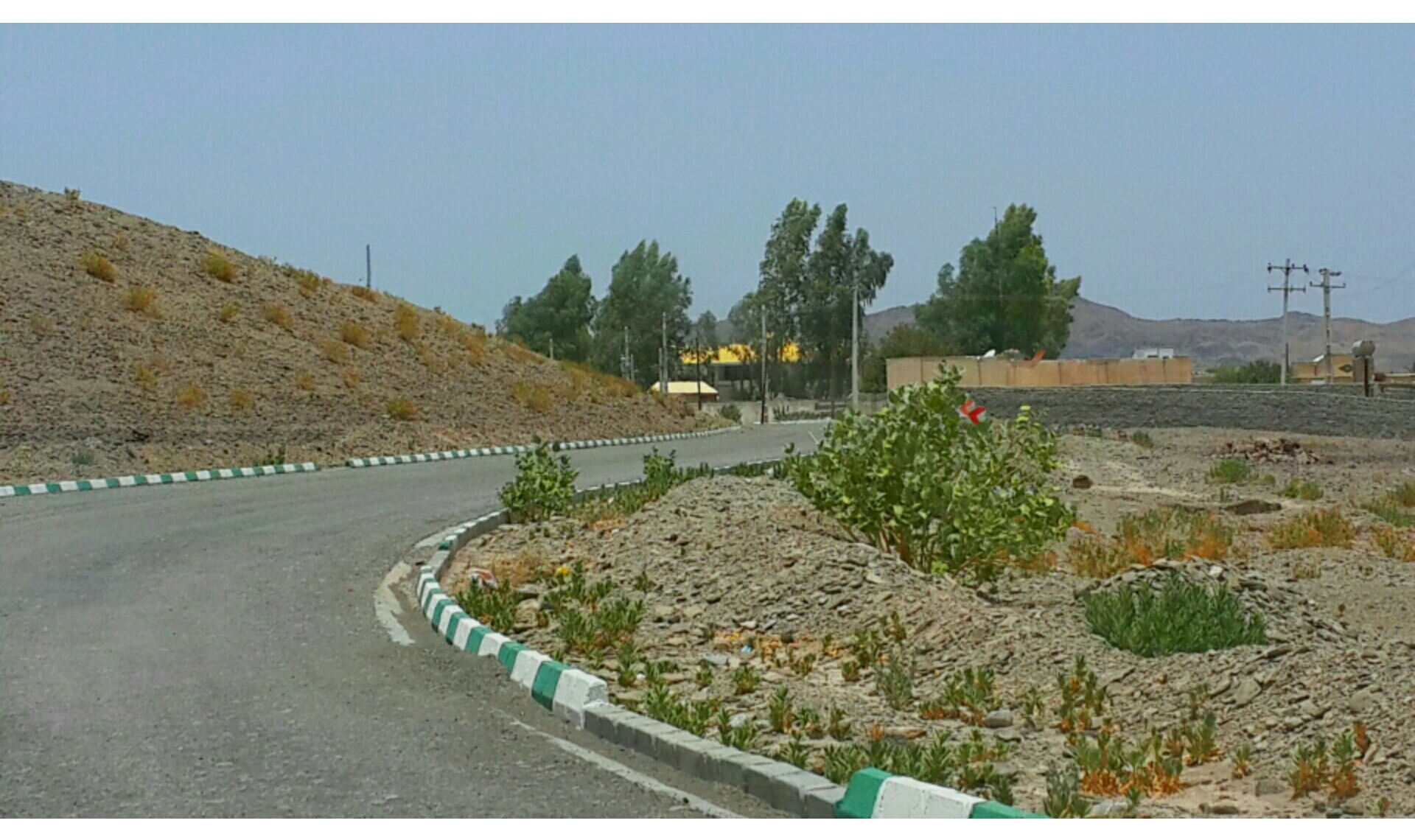
روستای شیرآباد
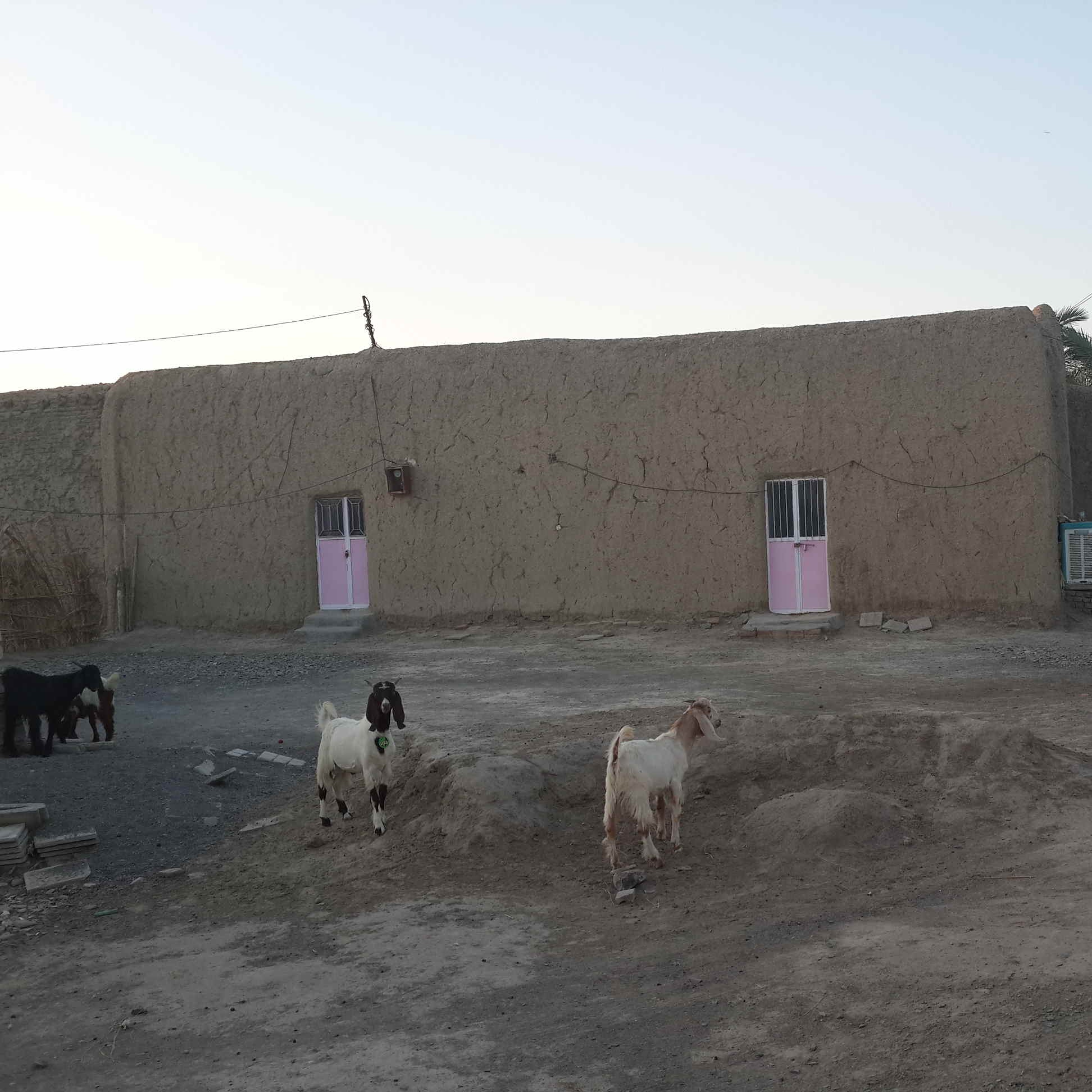
خانه خشت و گلی،دهستان کوپچ
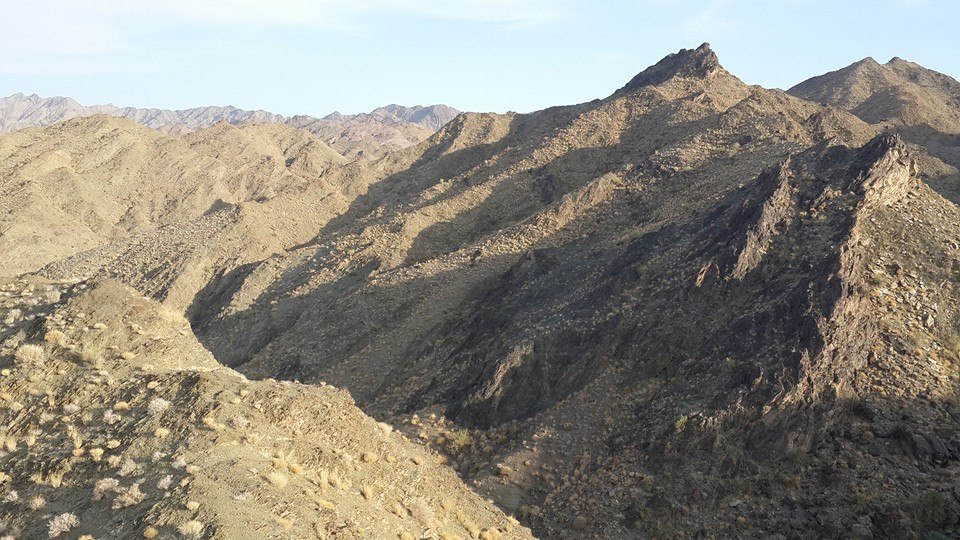
کوه‌های زیبا و سر به فلک کشیده لاشار
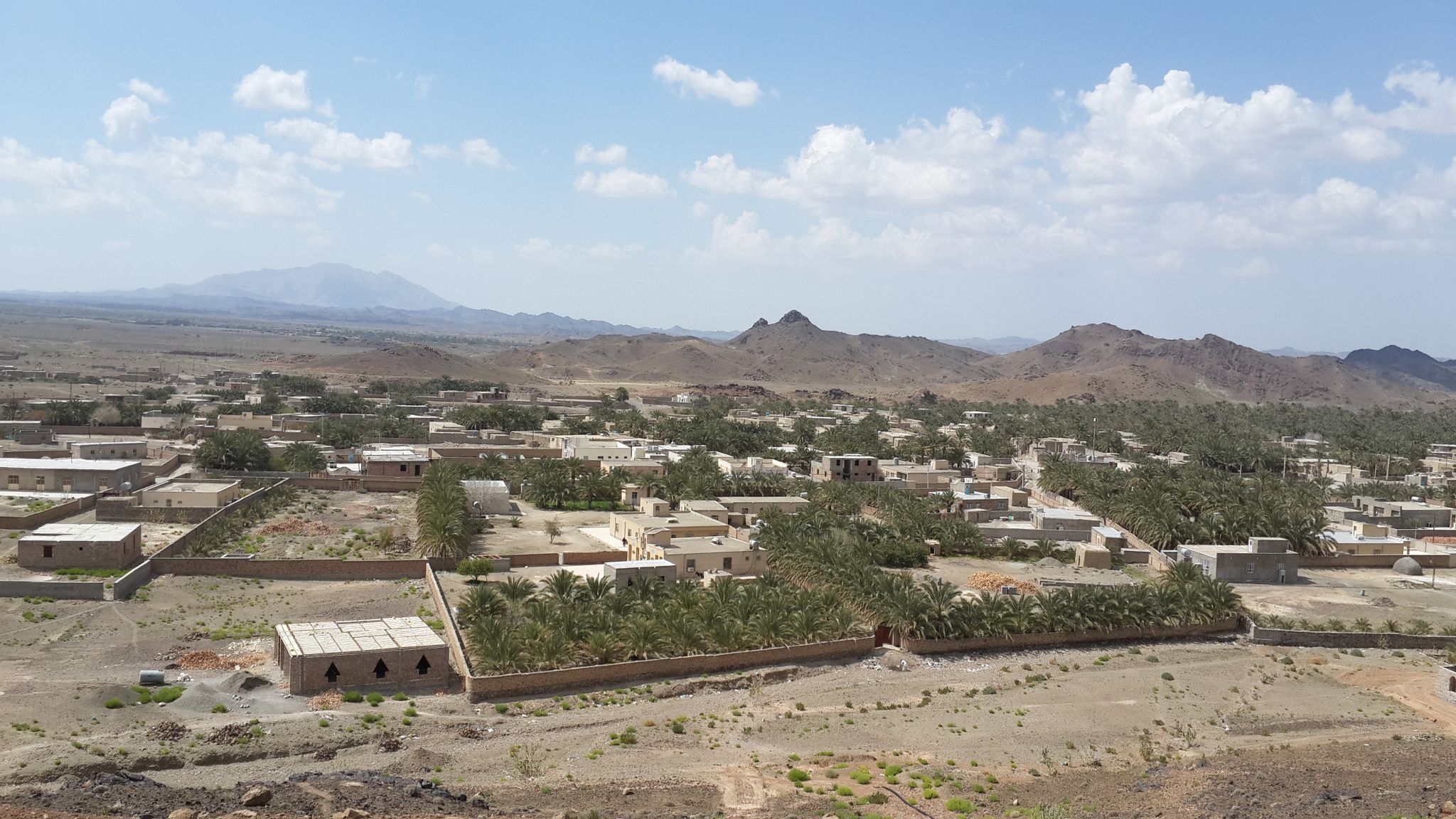
نمای دهستان کوپچ از روی کوه پیزوهک
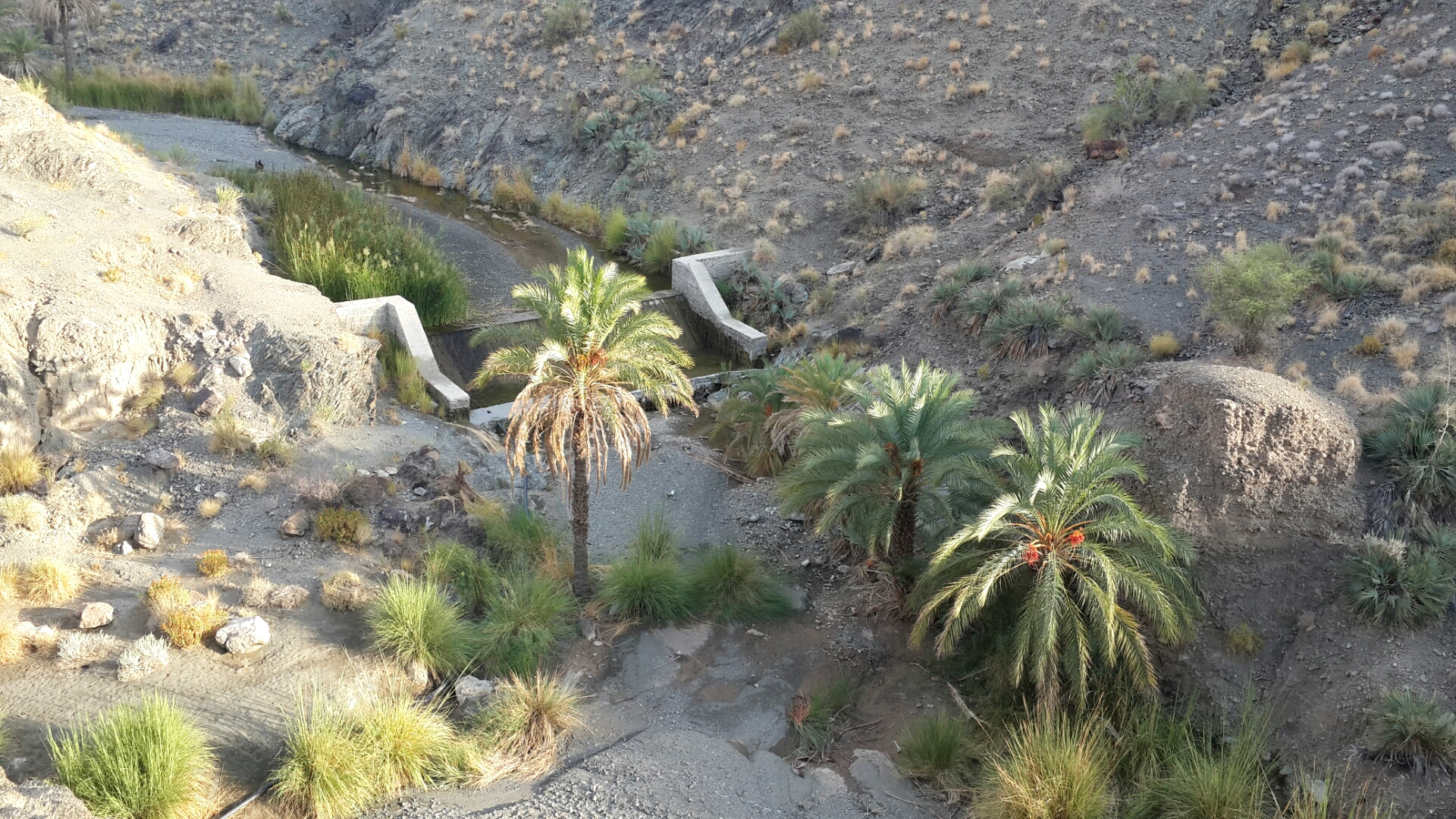
منظره زیبای کشیگان
رودخانه ای در لاشار جنوبیرودخانه ای در لاشار جنوبی
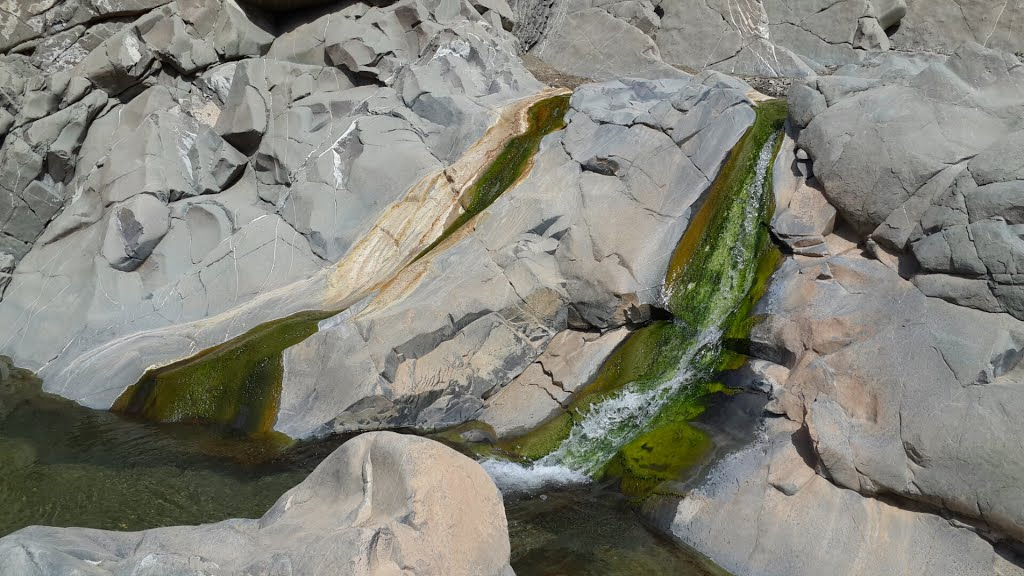
آبگرم شیرآباد
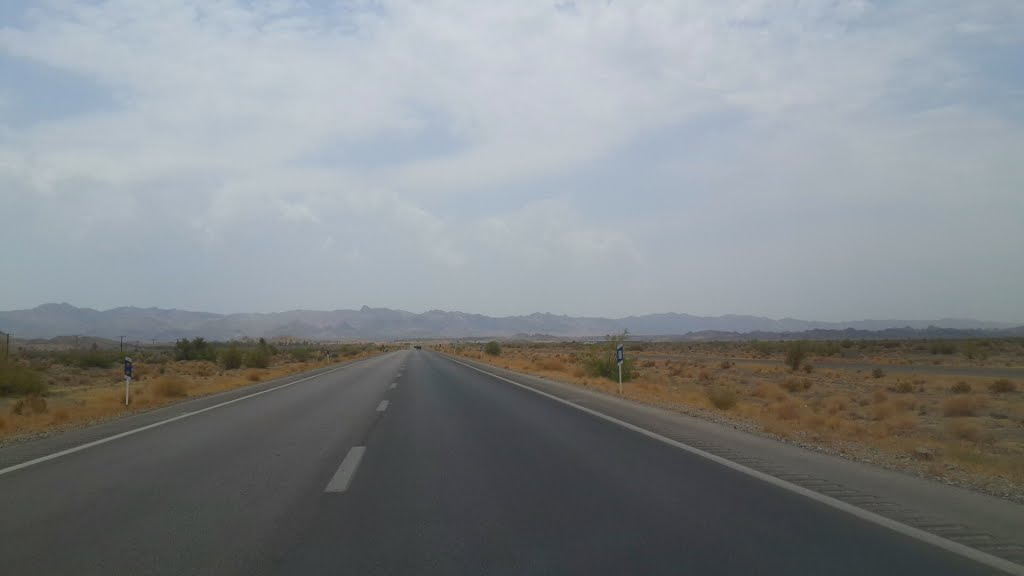
جاده ترانزیت هریدوک
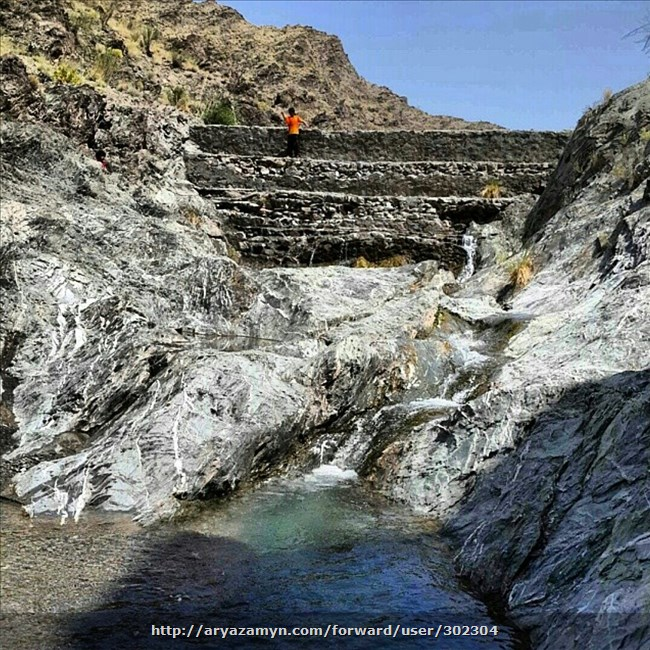
مناظر بکر کشیگان
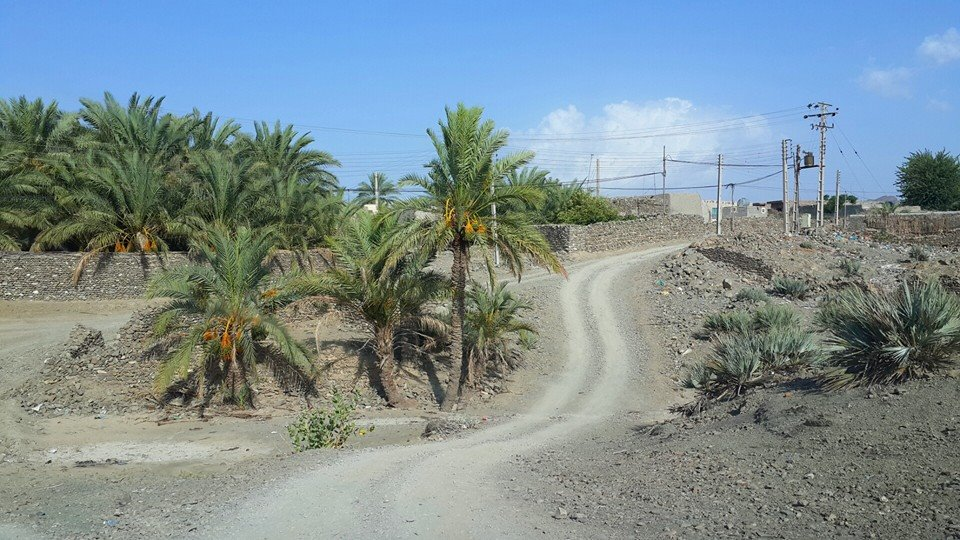
روستای برشک
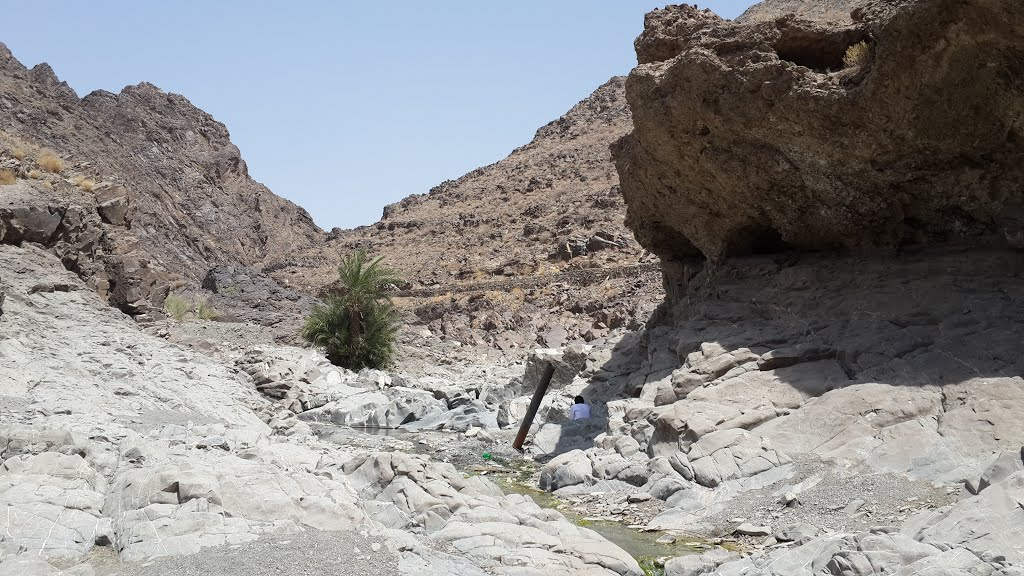
پوتاپ
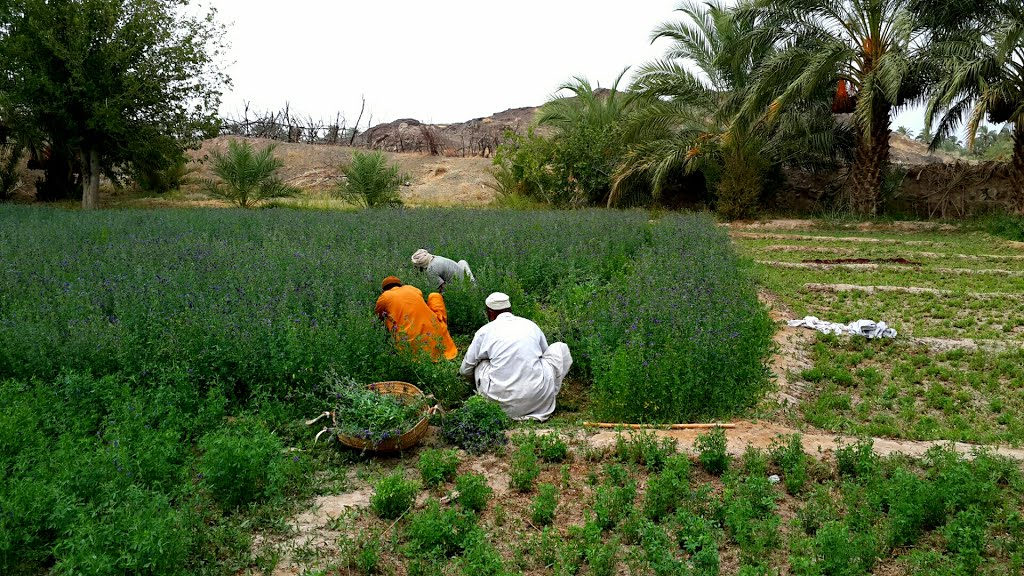
مزارع اسپست
تاکستان انگور گردهانتاکستان انگور گردهان
آبگرم شیرآبادآبگرم شیرآباد
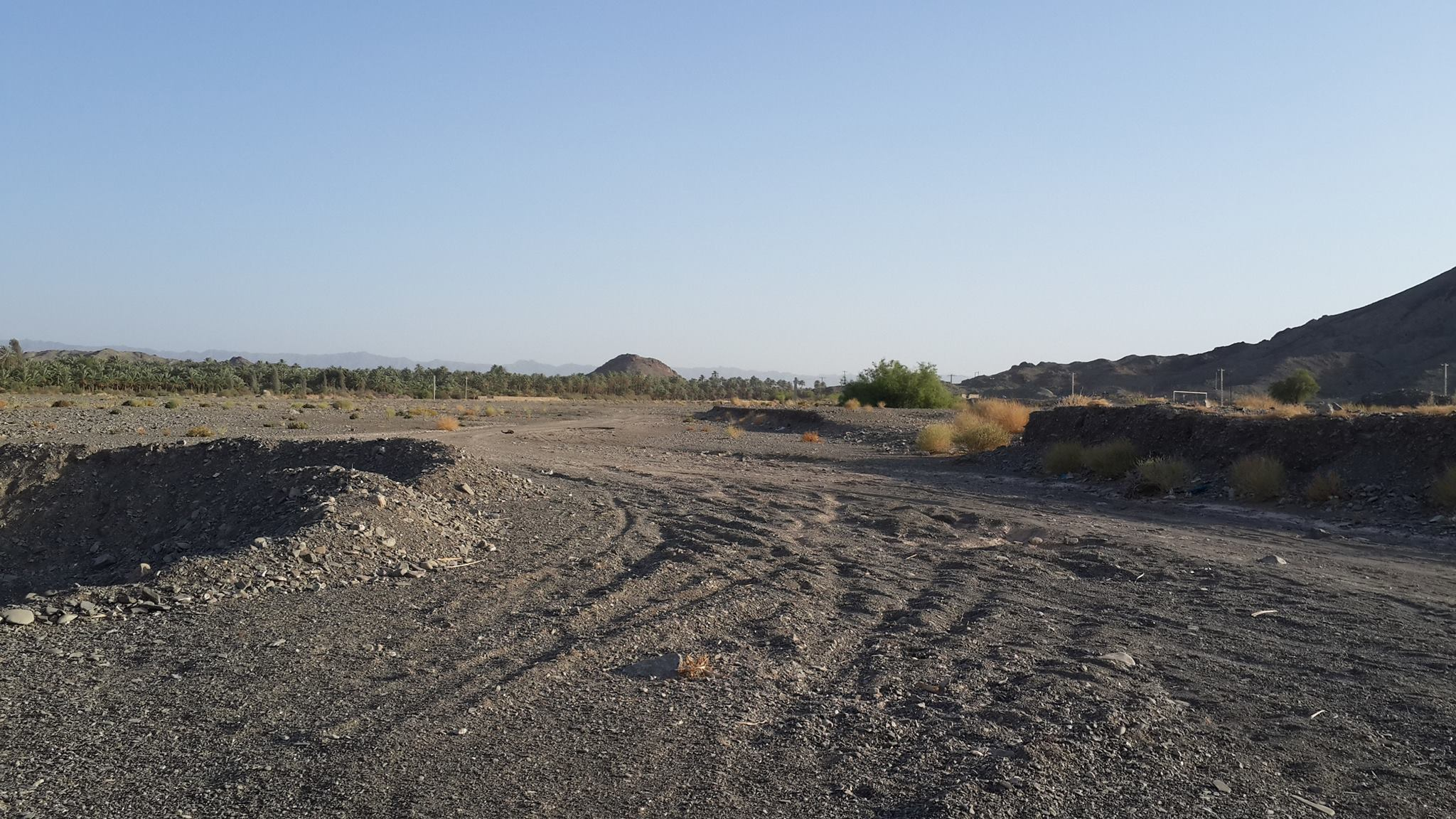
رودخانه جگردک